# Colorado Avalanche
Die Colorado Avalanche (IPA: [kɔləˈɹɑdoʊ ˈævəlænʃ]) ist ein US-amerikanisches Eishockeyfranchise der National Hockey League aus Denver im Bundesstaat Colorado. Es wurde 1972 als Franchise der World Hockey Association unter dem Namen Québec Nordiques gegründet und nahm zum Beginn der Saison 1972/73 den Spielbetrieb auf. Nach der Auflösung der WHA im Jahr 1979 wurden die Nordiques gemeinsam mit drei weiteren Teams in die NHL aufgenommen, wo sie zur Saison 1979/80 erstmals antraten. Vor der Saison 1995/96 erfolgte der Umzug und die Umbenennung in den derzeitigen Namen. Die Teamfarben sind Burgund, Stahlblau, Schwarz, Silber und Weiß.
Die Avalanche trägt ihre Heimspiele in der Ball Arena aus und ist das einzige Franchise, das in den Rocky Mountains beheimatet ist. Die Avalanche entwickelte sich nach dem Umzug aus Québec zu einem der besten Teams der Liga und gewann 1996, 2001 und 2022 den Stanley Cup, sowie 1997 und 2001 die Presidents’ Trophy. Die von 1996 bis 2003 erspielten Divisions-Titel sind bis heute die meisten aufeinander folgenden Divisions-Titel in der Geschichte der NHL. Nach dem Lockout der NHL-Saison 2004/05 und der Einführung einer Gehaltsobergrenze musste sich das Team von einigen Leistungsträgern trennen und fiel in der Folge vorerst ins Mittelmaß. 2022 errang man dann den dritten Titel der Franchise-Geschichte.

## Geschichte

### Ursprünge des Franchises in Québec (1972–1995)

Logo der Québec Nordiques.

Im Jahr 1972 nahm die Eishockeyliga World Hockey Association ihren Spielbetrieb auf und mit ihr entstanden auch die Québec Nordiques. 1977 gewannen die Nordiques die Avco World Trophy. Das Aus für die WHA kam zwei Jahre später und neben den Nordiques wurden die Edmonton Oilers, Hartford Whalers und die Winnipeg Jets in die National Hockey League übernommen.
Von 1981 bis 1987 qualifizierte sich das Team in die Play-offs, danach hatte die Mannschaft sowohl sportliche als auch finanzielle Probleme. Von 1988 bis 1992 belegten die Nordiques stets den letzten Platz der Adams Division und von 1989 bis 1991 dreimal in Folge den letzten Platz der gesamten Liga. Dadurch erlangten sie allerdings das Privileg, sehr früh im NHL Entry Draft Spieler auswählen zu können. Nachdem das Team 1987 Joe Sakic auswählte, verpflichteten sie in den sportlich erfolglosen Jahren junge Talente wie Mats Sundin, Owen Nolan und Eric Lindros. Da Lindros nicht für das franko-kanadische Team spielen wollte, wurde er 1992 zu den Philadelphia Flyers transferiert, wodurch die Nordiques unter anderem die Transferrechte am schwedischen Talent Peter Forsberg erhielt. Das Team entwickelte sich zu einem Kandidaten für den Stanley Cup.
Trotz des Erfolges auf dem Eis hatte das Team weiterhin finanzielle Sorgen. Der damalige Teambesitzer Marcel Aubut entschloss sich 1995 zu einem Verkauf des Teams an die COMSAT Corporation, nachdem finanzielle Hilfe von Seiten kommunaler Stellen abgelehnt wurde. Im Sommer 1995 wurde das Franchise nach Denver, im US-Bundesstaat Colorado umgesiedelt und in Colorado Avalanche umbenannt.

### Sofortiger Erfolg in Denver (1995–2000)

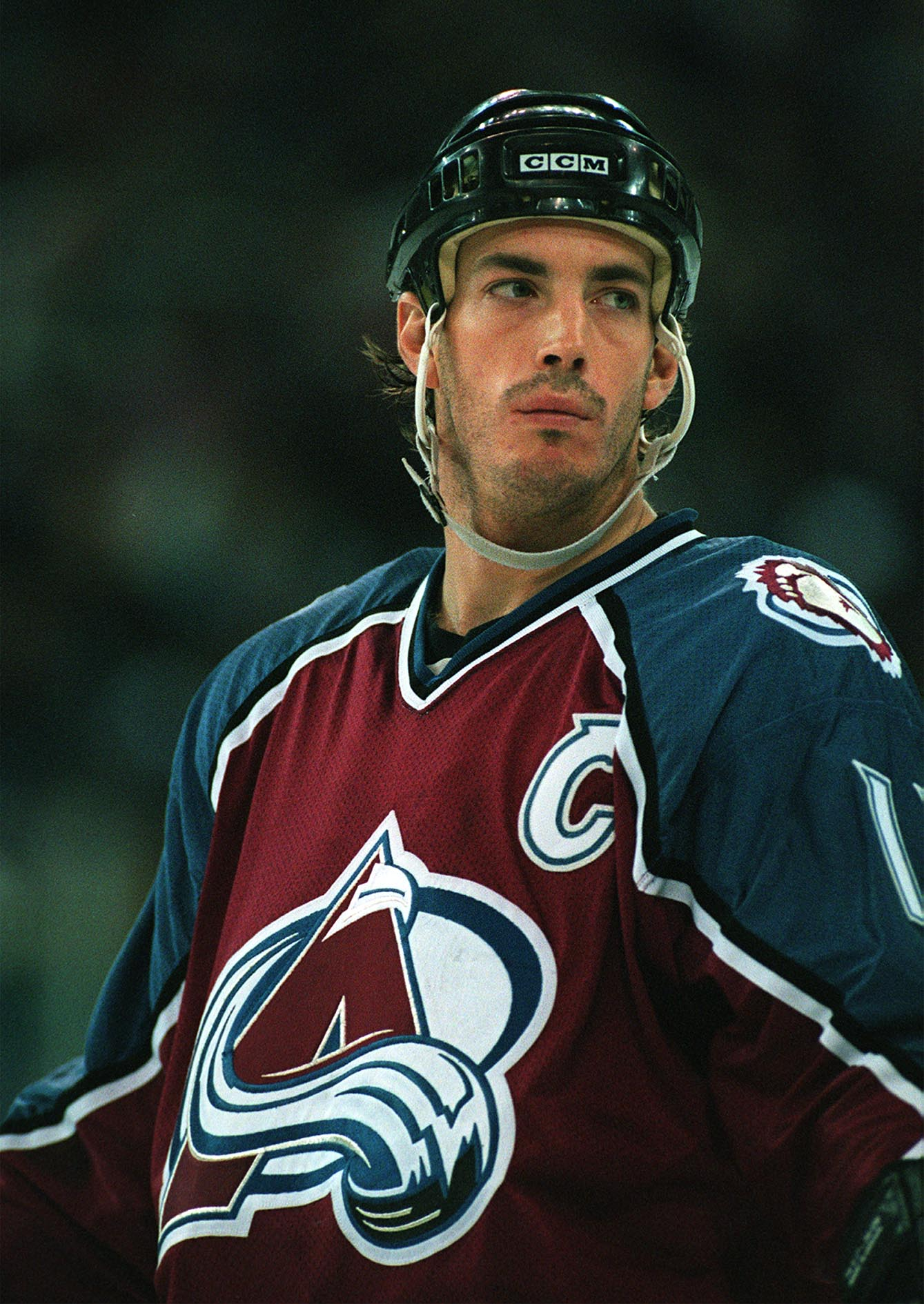
Joe Sakic spielte von 1988 bis 2009 für das Québec/Colorado-Franchise. Er hält alle relevanten Scoring-Rekorde und war 17 Spielzeiten lang Mannschaftskapitän.

Nach dem Kauf des Franchise ging der Besitz des Teams in COMSATs neu gegründete Tochtergesellschaft Ascent Entertainment Group über. 80 % der Aktien wurden von COMSAT gekauft, der Rest war auf der elektronischen Börse NASDAQ verfügbar.
Die Colorado Avalanche (Spitzname Avs) wurde in die Pacific Division gesetzt und trug ihr erstes Spiel am 6. Oktober 1995 in Denvers McNichols Sports Arena, der ehemaligen Heimspielstätte der Colorado Rockies, gegen die Detroit Red Wings aus. Die Avalanche gewann die Partie mit 3:2, Waleri Kamenski erzielte dabei sowohl Colorados erstes NHL-Tor, als auch kurz vor Schluss den spielentscheidenden Treffer.
Der Kader um die Stürmer Joe Sakic und Peter Forsberg wurde am 6. Dezember 1995 um All-Star-Torwart Patrick Roy verstärkt. Roy spielte bis zu diesem Zeitpunkt seit der NHL-Saison 1985/86 bei den Montréal Canadiens und gewann mit diesem Team 1986 sowie 1993 den Stanley Cup sowie mehrere persönliche Auszeichnungen. Nach einer Partie der Canadiens am 2. Dezember 1995 gegen die Detroit Red Wings, in der Roy neun Gegentore zuließ, fühlte sich der Torwart von Montréal-Trainer Mario Tremblay so gedemütigt, dass er noch während der laufenden Partie Canadiens-Präsident Ronald Corey mitteilte, er werde nie wieder für die Montréal Canadiens spielen. Vier Tage später wurde Patrick Roy zusammen mit Montréals Mannschaftskapitän Mike Keane zur Colorado Avalanche transferiert, die Canadiens erhielten im Gegenzug den Torhüter Jocelyn Thibault, sowie die Stürmer Martin Ručínský und Andrei Kowalenko.
Die Avs beendeten die reguläre Saison der Spielzeit 1995/96 mit 47 Siegen aus 82 Spielen. Colorados 104 Tabellenpunkte waren die Meisten der Pacific Division sowie die Zweitmeisten der Western Conference. In den anschließenden Play-offs bezwang Colorado nacheinander die Vancouver Canucks, die Chicago Blackhawks sowie Presidents’-Trophy-Gewinner Detroit Red Wings. Im Meisterschaftsfinale traf die Avalanche auf den Sieger der Eastern Conference. Nach einem 4:0-Sweep gegen die Florida Panthers gewann das Québec/Colorado-Franchise seinen ersten Stanley Cup. Colorados Mannschaftskapitän Joe Sakic wurde als wertvollster Spieler mit der Conn Smythe Trophy ausgezeichnet, nachdem er in den 22 Play-off-Spielen der Avalanche 18 Tore und insgesamt 34 Scorerpunkte erzielte. Durch den Stanley-Cup-Erfolg wurden die Spieler Alexei Wassiljewitsch Gussarow, Waleri Wiktorowitsch Kamenski und Peter Forsberg in den Triple Gold Club aufgenommen.
| Stanley-Cup-Sieger 1996 | Torhüter: Stéphane Fiset, Patrick Roy Verteidiger: Adam Foote, Alexei Gussarow, Jon Klemm, Uwe Krupp, Sylvain Lefebvre, Curtis Leschyshyn, Sandis Ozoliņš, John Slaney, Craig Wolanin Angreifer: René Corbet, Adam Deadmarsh, Peter Forsberg, Dave Hannan, Waleri Kamenski, Mike Keane, Claude Lemieux, Troy Murray, Mike Ricci, Warren Rychel, Joe Sakic, Chris Simon, Stéphane Yelle, Scott Young Cheftrainer: Marc Crawford General Manager: Pierre Lacroix |

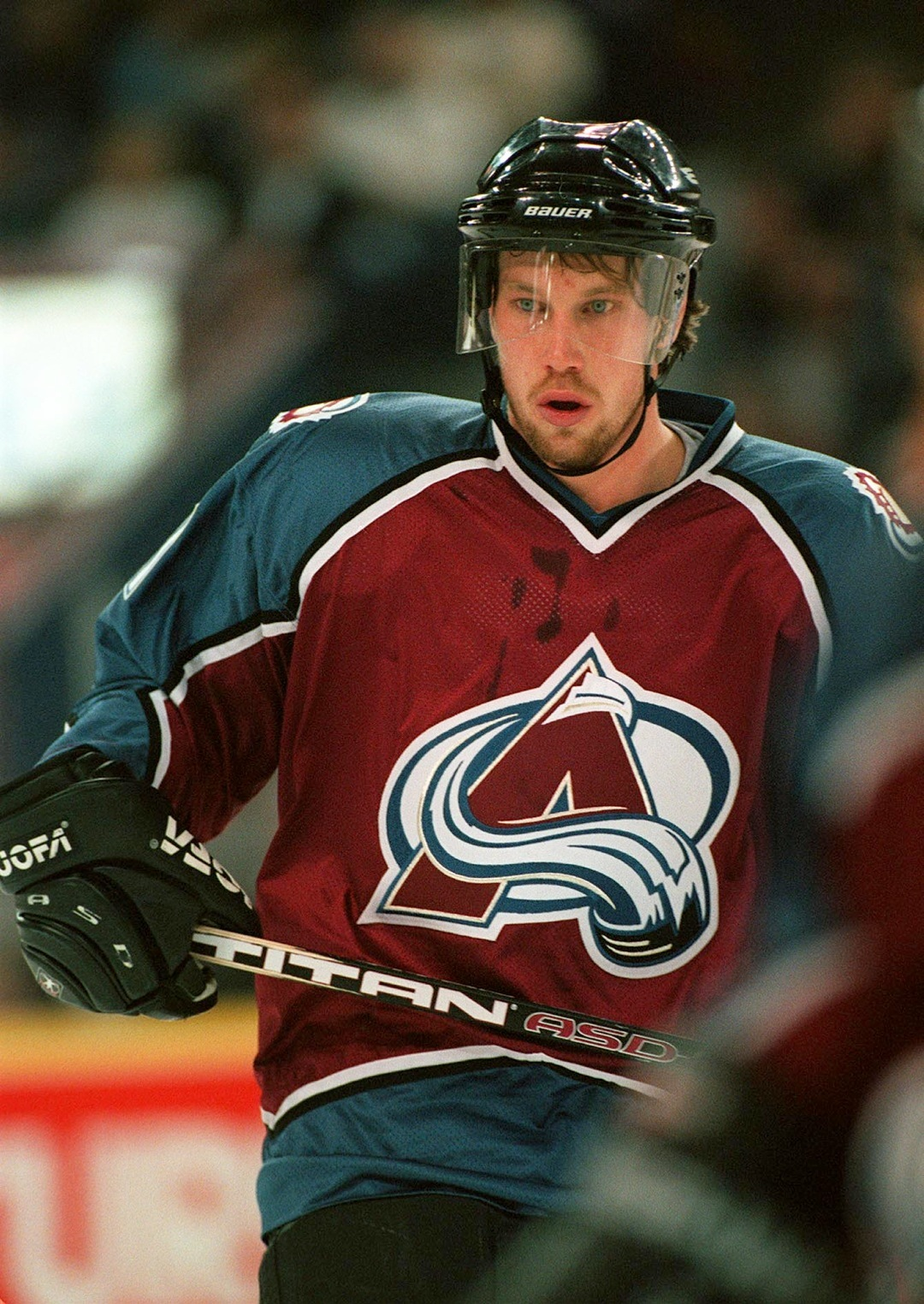
Der Schwede Peter Forsberg gewann 1996 und 2001 mit den Avs den Stanley Cup. 2003 erhielt er zudem die Hart Memorial Trophy sowie die Art Ross Trophy.

In der NHL-Saison 1996/97 gewann die Avalanche erstmals in ihrer Geschichte die Presidents’ Trophy, nachdem die Mannschaft nach 82 Spielen 49 Siege und 107 Punkte vorweisen konnte. Darüber hinaus war Colorado mit im Schnitt 3,38 erzielten Toren das torgefährlichste Team der National Hockey League. In den Play-offs gewann die Colorado Avalanche die ersten beiden Runden gegen die Chicago Blackhawks und die Edmonton Oilers und schied im Conference-Finale gegen den späteren Stanley-Cup-Sieger Detroit Red Wings aus. Im Anschluss an diese Spielzeit unterschrieb Joe Sakic als Restricted Free Agent einen so genannten Offer Sheet, eine Art Vertragsangebot. Der angebotene Vertrag kam von den New York Rangers, hatte eine Laufzeit von drei Jahren und sprach Sakic ein jährliches Festgehalt von 7 Millionen US-Dollar zu. Auf Grund der in den NHL-Regularien festgelegten Bindung zum aktuellen Verein als Restricted Free Agent hatte die Colorado Avalanche eine Woche Zeit, ein gleichwertiges Angebot zu unterbreiten, um den Spieler im Team zu halten, was sie auch taten. Die hohe Gehaltsaufstockung für ihren Kapitän – von vorher 3,1 Millionen US-Dollar pro Spielzeit auf 7 Millionen US-Dollar – ebnete den Weg für viele weitere Gehaltserhöhungen in der NHL.
Für die während der Saison 1997/98 stattfindenden Olympischen Winterspiele 1998 in Nagano stellten die Avs zehn Spieler ab. Zudem trainierte Colorados Cheftrainer Marc Crawford bei diesem Turnier die kanadische Nationalmannschaft. Vier Spieler kehrten mit Medaillen aus Nagano zurück: Milan Hejduk gewann mit der tschechischen Nationalmannschaft die Goldmedaille, Alexei Gussarow und Waleri Kamenski erspielten sich mit der russischen Auswahl die Silbermedaille und Jari Kurri gewann mit den Finnen die Bronzemedaille. In der Meisterschafts-Endrunde der Saison 1997/98 schied Colorado unerwartet in der ersten Runde gegen die Edmonton Oilers aus. Nach der Spielzeit lehnte Trainer Marc Crawford eine Vertragsverlängerung um zwei Jahre ab. Fünf Tage darauf wurde mit Bob Hartley ein neuer Cheftrainer vorgestellt.
Zu Beginn der NHL-Saison 1998/99 wurden die Avs im Zuge der Ligaerweiterung um die Nashville Predators in die Northwest Division versetzt. Colorado beendete die reguläre Saison mit 44 Siegen auf dem zweiten Platz der Western Conference. In dieser Spielzeit gelang der Avalanche zwischen Januar und Februar 1999 mit 12 Siegen am Stück die längste Siegesserie in der Franchisegeschichte. Die beiden Rookies Chris Drury und Milan Hejduk wurden in das NHL All-Rookie Team gewählt; Drury erhielt zudem die Calder Memorial Trophy als bester Neuprofi der gesamten Liga. In den Play-offs dieser Saison schieden die Avs nach 1997 erneut im Conference-Finale gegen den späteren Stanley-Cup-Sieger aus, dieses Mal unterlag Colorado den Dallas Stars, nachdem die Mannschaft in den beiden Runden zuvor die San Jose Sharks und die Detroit Red Wings bezwang.
Das für 160 Millionen US-Dollar errichtete Pepsi Center ist seit der Saison 1999/2000 Colorados neue Heimspielstätte. Das erste Spiel im Pepsi Center gewannen die Avs gegen die Boston Bruins mit 2:1. Die Avalanche verstärkte sich vor Beginn der Play-offs mit Abwehrspieler Raymond „Ray“ Bourque sowie Stürmer Dave Andreychuk von den Bruins. Boston erhielt im Gegenzug die Spieler Brian Rolston, Martin Grenier, Samuel Påhlsson sowie einen Erstrunden-Draftpick. Bourque absolvierte seit 1979 1518 Spiele für die Bruins und war zum Zeitpunkt des Transfers punktbester Verteidiger der NHL-Geschichte. Ein Stanley-Cup-Erfolg in Boston blieb ihm jedoch in 21 Jahren bei den Bruins verwehrt, woraufhin er im März 2000 um einen Vereinswechsel zu einem Titelfavoriten bat. Mit den neuen Spielern erreichten die Avs nach Siegen über die Phoenix Coyotes und die Detroit Red Wings zum vierten Mal in fünf Jahren das Conference-Finale. Dort unterlag Colorado wie im Jahr zuvor den Dallas Stars.

### Verkauf des Teams und ein zweiter Titel (2000–2003)
1997 wurde die Ascent Entertainment Group, der neben der Colorado Avalanche auch das Basketball-Franchise Denver Nuggets gehörte, von der Muttergesellschaft COMSAT Corporation für 755 Millionen US-Dollar an Liberty Media verkauft. Im Jahr 2000 erwarb der Immobilien-Tycoon Stan Kroenke von Liberty für 450 Millionen US-Dollar die Rechte an der Avalanche, den Nuggets und dem Pepsi Center. Zuvor versuchte Ascent, die Teams an die Wal-Mart-Erben Bill und Nancy Laurie zu verkaufen. Das Geschäft scheiterte jedoch an den Aktionären, die den Kaufpreis von 400 Millionen US-Dollar als zu niedrig erachteten. Daraufhin verkaufte die Ascent Entertainment Group die Rechte für 461 Millionen US-Dollar an den Finanz-Tycoon Donald Sturm. Die Stadt Denver weigerte sich, die Grundstücksrechte auf dem das Pepsi Center steht, an Sturm abzutreten, da er keine Garantie darauf geben konnte, dass die Teams auch nach einem eventuellen Tod Sturms oder einem Verkauf der Franchises in Denver beheimatet bleiben. Stan Kroenke gab der Stadt Denver das Versprechen, beide Mannschaften mindestens 25 Jahre in der Stadt zu behalten, worauf er, trotz des um 11 Millionen US-Dollar niedrigeren Kaufpreises, den Zuschlag erhielt.

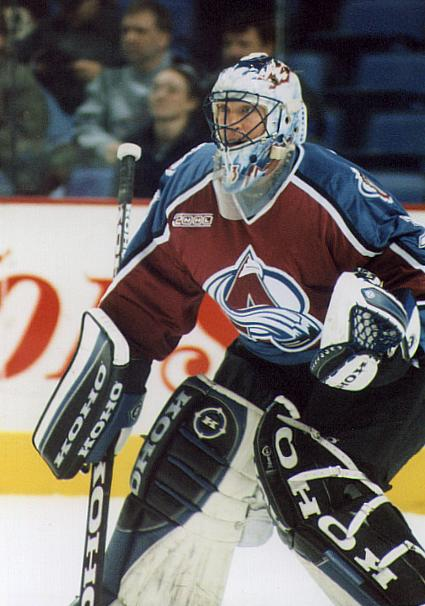
Torwart Patrick Roy spielte von 1995 bis zu seinem Karriereende 2003 für die Avalanche. 2001 gewann er die Conn Smythe Trophy.

Die NHL-Saison 2000/01 sollte für die Avalanche sehr erfolgreich werden: Neben dem erneuten Divisions-Titel gewann die Mannschaft auch ihre zweite Presidents’ Trophy, nachdem die Avs nach 82 Partien eine Statistik von 52 Siegen, 20 Niederlagen, davon vier nach Overtime und 10 Unentschieden für insgesamt 118 Tabellenpunkte aufwies. Kapitän Joe Sakic beendete die reguläre Saison mit 118 Scorerpunkten und war damit hinter Jaromír Jágr, der drei Punkte mehr erzielte, zweitbester Punktesammler der National Hockey League. Das in dieser Saison stattfindende NHL All-Star-Game wurde im Pepsi Center ausgetragen. Die Avalanche stellte fünf Spieler für dieses Spiel ab: Für die Nordamerika All-Stars standen Patrick Roy, Ray Bourque und Joe Sakic im Aufgebot. Für die Welt All-Stars gingen Peter Forsberg sowie Milan Hejduk aufs Eis. Bis auf Hejduk standen alle Spieler auch in der Startaufstellung ihres jeweiligen Teams. Vor der Meisterschaftsendrunde tätigte das Team erneut einen Transfer für einen All-Star-Verteidiger. Am 21. Februar 2001 verstärkte sich die Avalanche in der Defensive mit Rob Blake, der zusammen mit Steven Reinprecht für Adam Deadmarsh, Aaron Miller sowie einem Erstrunden-Wahlrecht für den NHL Entry Draft 2001 von den Los Angeles Kings geholt wurde.
In der ersten Play-off-Runde besiegten die Avs die Vancouver Canucks mit einem 4:0-Sweep. In der zweiten Runde gewann das Team die Best-of-Seven-Serie gegen die Los Angeles Kings mit 4:3-Spielen. Nach dem letzten Spiel dieser Serie musste sich der Schwede Peter Forsberg seine gerissene Milz entfernen lassen und fiel für den Rest der Saison aus. Zwar wurde der Verlust Forsbergs als verheerend bezeichnet, trotzdem gewann die Avalanche das Western-Conference-Finale gegen die St. Louis Blues mit 4:1-Spielen. Im Stanley-Cup-Finale traf die Avalanche auf die New Jersey Devils. Im siebten und letzten Spiel der Best-of-Seven-Serie bezwangen die Avs vor heimischen Publikum die Devils mit 3:1 und gewannen nach 1996 ihren zweiten Stanley Cup der Franchise-Geschichte.
| Stanley-Cup-Sieger 2001 | Torhüter: David Aebischer, Patrick Roy Verteidiger: Rob Blake, Ray Bourque, Greg de Vries, Adam Foote, Jon Klemm, Éric Messier, Bryan Muir, Nolan Pratt, Martin Škoula Angreifer: Chris Dingman, Chris Drury, Peter Forsberg, Milan Hejduk, Dan Hinote, Ville Nieminen, Scott Parker, Shjon Podein, Dave Reid, Steven Reinprecht, Joe Sakic, Alex Tanguay, Stéphane Yelle Cheftrainer: Bob Hartley General Manager: Pierre Lacroix |

Raymond Bourque gewann im letzten Spiel seiner Karriere seinen ersten Stanley Cup. Mannschaftskapitän Joe Sakic reichte den Pokal in Anerkennung an Bourques Karriere direkt an ihn weiter, anstatt, wie sonst in der Rolle des Mannschaftskapitäns üblich, als erster Spieler den Pokal in die Höhe zu stemmen. Sakic war mit 26 erzielten Play-off-Punkten erfolgreichster Spieler und wurde im Anschluss an die Saison mit der Hart Memorial Trophy als wertvollster Spieler der regulären Saison ausgezeichnet. Darüber hinaus erhielt er die Lady Byng Memorial Trophy, den Lester B. Pearson Award sowie, zusammen mit Patrik Eliáš, den NHL Plus/Minus Award. Die Conn Smythe Trophy als Play-off-MVP erhielt Torwart Patrick Roy. Darüber hinaus erhielt Shjon Podein die King Clancy Memorial Trophy. Bourque und Sakic wurden in das NHL First All-Star-Team gewählt, Rob Blake wurde für das Second All-Star-Team nominiert.
In der Saison 2001/02 gewannen die Avs abermals den Divisions-Titel und hatten mit im Schnitt 2,06 Gegentoren pro Spiel ligaweit die Wenigsten. Die reguläre Saison wurde durch die Olympischen Winterspiele 2002 unterbrochen. Die Kanadier Joe Sakic, Rob Blake und Adam Foote kehrten mit der Goldmedaille aus Salt Lake City zurück, der US-Amerikaner Chris Drury gewann mit seinem Team die Silbermedaille. Durch den Olympiasieg wurden Sakic und Blake in den Triple Gold Club aufgenommen. In der Meisterschaftsendrunde spielte sich die Colorado Avalanche nach Siegen über die Los Angeles Kings und die San Jose Sharks erneut bis in das Conference-Halbfinale vor. Im siebten Jahr nach dem Umzug aus Québec standen die Avs zum sechsten Mal im Finale der Western Conference. Dort unterlagen sie nach sieben Spielen den Detroit Red Wings. Es war das fünfte Aufeinandertreffen beider Teams in den Play-offs und das zweite Mal nach 1997, dass Detroit im Conference-Finale die Avalanche besiegte und schließlich auch den Stanley Cup gewann. Peter Forsberg nutzte nach seiner Milzoperation die gesamte reguläre Saison zur Genesung und bestritt keine Partie. In den Play-offs war er wieder fit und mit 27 Scorerpunkten in den 20 Partien der Avalanche erfolgreichster Punktesammler der gesamten National Hockey League. Patrick Roy erhielt die William M. Jennings Trophy, die jährlich an den Torhüter vergeben wird, dessen Team die wenigsten Gegentore erlaubt. Zudem wurde er zusammen mit Joe Sakic in das First All-Star-Team berufen. Teamkollege Rob Blake wurde wie im Vorjahr in das Second All-Star-Team nominiert.

### Roys Karriereende, Kariya und Selänne, Moore und Bertuzzi, Lockout (2003–2005)

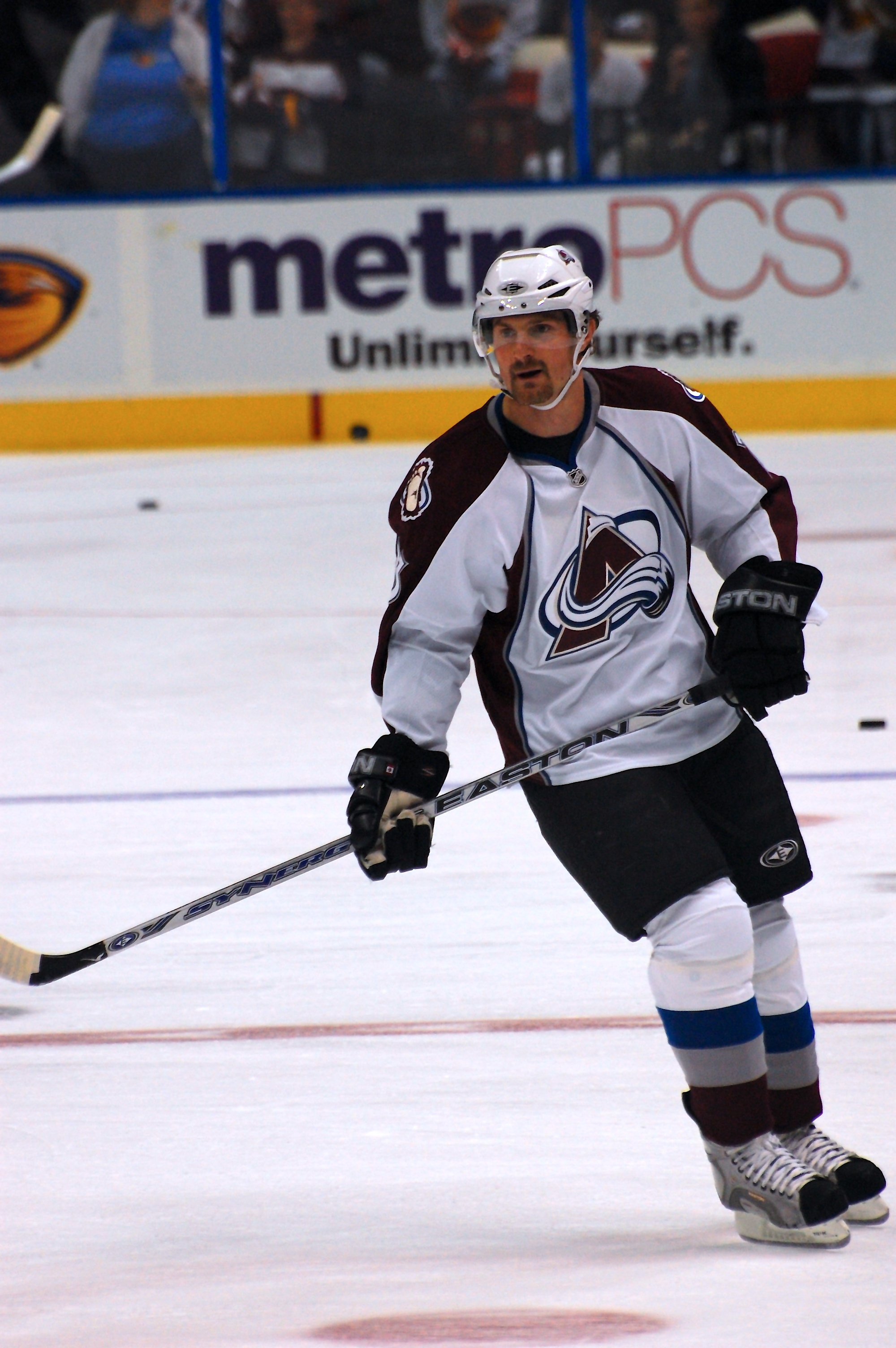
Der Tscheche Milan Hejduk spielt seit 1998 für die Avs. 2003 gewann er die Maurice „Rocket“ Richard Trophy.

Colorado stellte am Ende der Saison 2002/03 mit neun in Folge gewonnenen Divisions-Titeln einen neuen NHL-Rekord auf. Die ersten Monate dieser Spielzeit waren für das Team jedoch weniger erfolgreich. Nach zehn Siegen, zwölf Niederlagen und neun Unentschieden aus den ersten 31 Spielen wurde Cheftrainer Bob Hartley am 18. Dezember 2002 entlassen. Nachfolger wurde der erst seit drei Monaten als Assistenztrainer tätige Tony Granato. Die Avs fanden in die Erfolgsspur zurück und beendeten die reguläre Saison mit 105 Punkten – einer mehr als Divisions-Rivale Vancouver Canucks. Der Tscheche Milan Hejduk erzielte 50 Saisontore und wurde mit der Maurice „Rocket“ Richard Trophy ausgezeichnet, die an den besten Torschützen der NHL vergeben wird. Peter Forsberg erzielte 106 Punkte und erhielt als punktbester Spieler der Liga die Art Ross Trophy. Hejduk und Forsberg gewannen zudem noch gemeinsam den NHL Plus/Minus Award. In den Play-offs traf die Colorado Avalanche in der ersten Runde, dem Conference-Viertelfinale, auf die Minnesota Wild, die zum ersten Mal in ihrer Geschichte in der Schlussrunde standen. Minnesota ging als Außenseiter in die Serie und lag auch in der Best-of-Seven-Serie bereits mit 1:3-Spielen zurück. Die Wild gewannen jedoch die Spiele fünf und sechs und erzwangen somit ein entscheidendes siebtes Spiel in Denvers Pepsi Center. Die Partie ging in die Verlängerung, dort erzielte Andrew Brunette nach dreieinhalb Minuten den Siegtreffer für die Minnesota Wild. Wenig später beendete Patrick Roy seine erfolgreiche Karriere.
Vor Beginn der Saison 2003/04 unterschrieben die beiden Top-Stürmer Paul Kariya und Teemu Selänne einen Einjahresvertrag bei der Avalanche. Kariya und Selänne spielten bereits von 1996 bis 2001 zusammen bei den Mighty Ducks of Anaheim. Beide Flügelspieler galten als eines der besten Duos der NHL und sollten zusammen mit Center Joe Sakic eine Reihe bilden, von der erwartet wurde, dass sie neue Standards des offensiven Eishockeyspiels setzt. Der General Manager der Detroit Red Wings, Ken Holland, bezeichnete den Kader Colorados als „beängstigend“. Die Spielzeit verlief für beide Spieler jedoch relativ enttäuschend: Kariya kam verletzungsbedingt nur auf 51 Spiele und 36 Scorerpunkte. Selänne erzielte in 78 Partien sogar nur 32 Punkte.
Am 8. März 2004 wurde Colorados Rookie Steve Moore während eines Spiels der Avs gegen die Vancouver Canucks von Todd Bertuzzi von hinten attackiert und von ihm mit dem Kopf voran auf das Eis geschubst. Moore brach sich durch Bertuzzis vorangegangenen Schlag in den Nacken, dem Aufprall auf dem Eis sowie dem Gewicht der auf ihm landenden Spieler drei Halswirbel, zudem zog er sich ein Schädel-Hirn-Trauma sowie weitere Verletzungen zu. Steve Moore spielte nie wieder Eishockey und beendete seine Karriere.
Erstmals nach neun Jahren platzierte sich das Franchise in der Saison 2003/04 nicht an die erste Position ihrer Division, die Avs hatten mit 100 Tabellenpunkten einen weniger als die Vancouver Canucks. In den Play-offs bezwang die Colorado Avalanche in der ersten Runde die Dallas Stars. Im Conference-Halbfinale schied das zuvor hoch gehandelte Team gegen die San Jose Sharks aus. Als Konsequenz wurde Tony Granato als Cheftrainer abgelöst und durch Joel Quenneville ersetzt. Granato wurde Quennevilles Assistenztrainer. Joe Sakic wurde am Ende der Saison in das First All-Star-Team berufen, zudem wurde er als bester Spieler des NHL All-Star-Games 2004 ausgezeichnet, in dem er drei Tore erzielte.

### Nach dem Lockout (2005–2009)
Nach der durch einen Lockout ausgefallenen Saison 2004/05 musste sich die Colorado Avalanche auf Grund der neu eingeführten Gehaltsobergrenze (Salary Cap) vor der Spielzeit 2005/06 von einigen Leistungsträgern trennen. Peter Forsberg schloss sich den Philadelphia Flyers an; der seit 1991 für das Québec/Colorado-Franchise spielende Adam Foote unterschrieb einen Kontrakt bei den Columbus Blue Jackets. Kapitän Joe Sakic sowie Verteidiger Rob Blake konnten gehalten werden. Die Avs beendeten die reguläre Saison hinter den Calgary Flames auf dem zweiten Platz der Northwest Division. Die Saison wurde erneut durch Olympischen Winterspielen unterbrochen. Colorado schickte elf Spieler nach Turin; der Finne Antti Laaksonen kehrte mit einer Silbermedaille aus Italien zurück nach Nordamerika, der Tscheche Milan Hejduk gewann mit seiner Mannschaft die Bronzemedaille. In den Play-offs besiegte die Avalanche im Conference-Viertelfinale den Zweitplatzierten der Western Conference, die Dallas Stars. Im Conference-Halbfinale wurden die Avs erstmals in ihrer Geschichte gesweept, Gegner waren die Mighty Ducks of Anaheim. Einem Tag nach dem Ausscheiden trat der seit 1994 im Amt befindliche General Manager der Avalanche, Pierre Lacroix, zurück. Lacroix blieb jedoch mit dem Franchise verbunden und ist bis heute Präsident des Teams. Sein Nachfolger als General Manager wurde François Giguère.

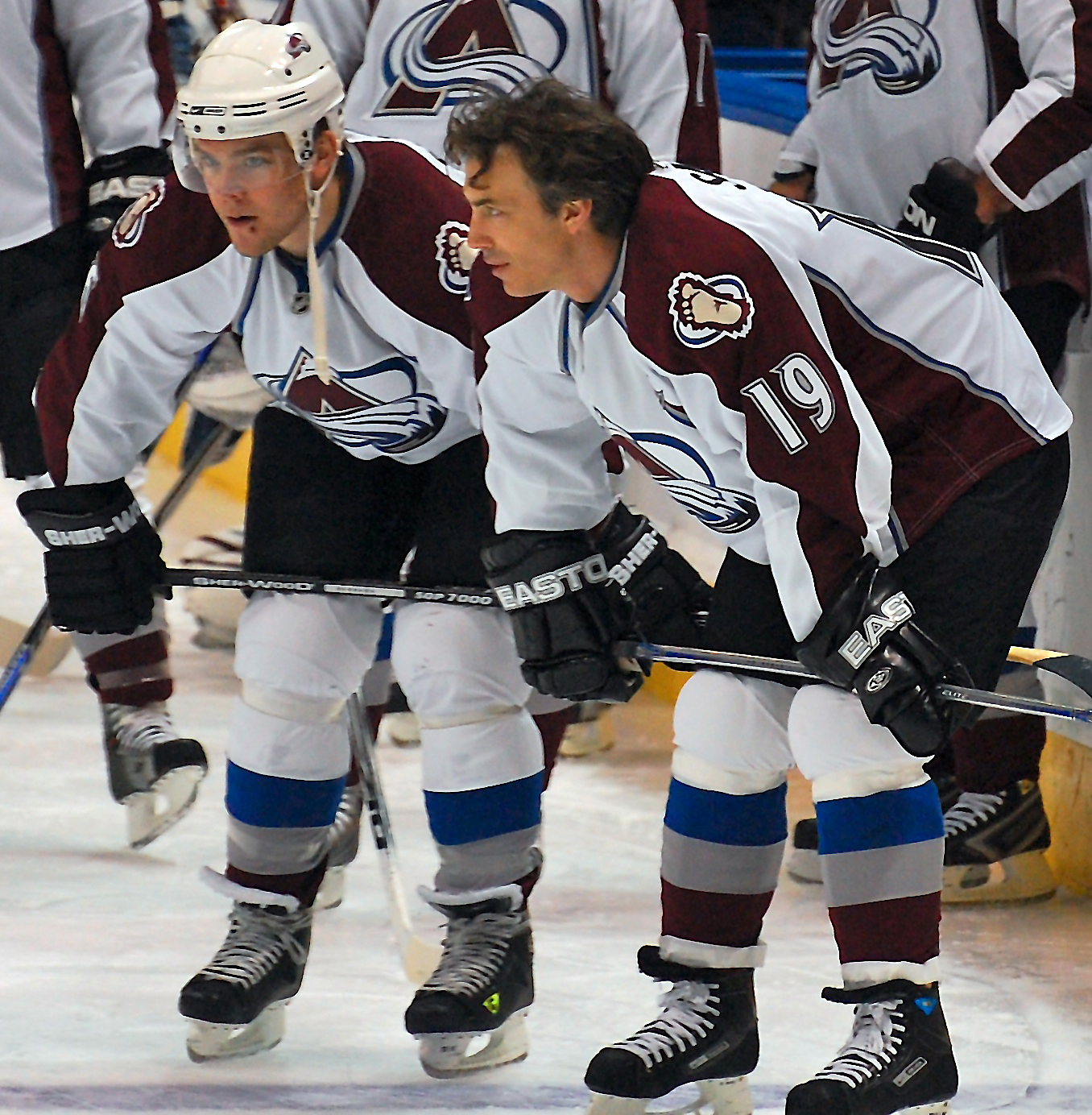
Sakic (r.) neben Paul Stastny (2008). Als Sakic in die NHL kam, wurde er von Peter Šťastný, Pauls Vater, gefördert. Als Paul 2006 zum Team kam, übernahm Sakic diese Rolle für Paul.

Paul Stastny, Sohn von Hockey-Hall-of-Fame-Mitglied Peter Šťastný, debütierte in der NHL-Saison 2006/07 für die Avalanche. Peter spielte von 1980 bis 1990 für die Québec Nordiques und ist mit 1048 erzielten Punkten in 737 Partien der erfolgreichste Punktesammler der Nordiques. Paul Stastny fügte sich bereits in seiner Rookie-Saison gut ins Team ein und erzielte in 82 Saisonpartien 78 Scorerpunkte. Für seine Leistungen wurde Stastny ins NHL All-Rookie Team gewählt, außerdem wurde er für die Calder Memorial Trophy für den besten Neuprofi nominiert, die Trophäe erhielt allerdings Jewgeni Malkin. Mit einer Torvorlage im Spiel gegen die Minnesota Wild am 11. März 2007 brach er zudem den 15 Jahre alten Rekord des Rookies mit der längsten Punkteserie. Insgesamt erzielte er vom 3. Februar bis zum 17. März in 20 aufeinander folgenden Spielen mindestens einen Punkt pro Spiel; in diesem Zeitraum erzielte Stastny insgesamt 29 Punkte.
Bei Beginn der Spielzeit im Oktober 2006 spielten mit Sakic und Hejduk nur noch zwei Spieler aus der Meistermannschaft von 2001 für die Avs. Vor Beginn der Play-offs transferierte die Avalanche ihren Stammtorhüter David Aebischer im Tausch gegen José Theodore zu den Montréal Canadiens. Die Colorado Avalanche erreichte erstmals in ihrer Geschichte nicht die Play-offs. Die Mannschaft erspielte sich 95 Punkte und platzierte sich auf dem neunten Platz der Western Conference. Im letzten Spiel der Saison erzielte Joe Sakic im Alter von 37 Jahren seinen 100. Saisonpunkt, was ihn nach Gordie Howe zum zweitältesten Spieler in der NHL-Geschichte machte, der in einer Saison 100 Scorerpunkte erreichte. Der Stürmer wurde zudem im Anschluss an die Spielzeit 2006/07 für die Lady Byng Memorial Trophy nominiert, die Auszeichnung ging allerdings an Pawel Dazjuk von den Detroit Red Wings.
In der Saison 2007/08 gelang die Avalanche nach einem 9:5-Erfolg gegen die St. Louis Blues am 9. Dezember 2007 der eintausendste Sieg in der National Hockey League. Im Februar 2008 wurden mit Peter Forsberg und Adam Foote zwei Stars aus erfolgreichen Tagen verpflichtet: Der bis dahin vertragslose Forsberg unterschrieb einen Kontrakt bis Saisonende; Abwehrspieler Foote kam im Tausch gegen ein Erstrunden-Draftpick für den NHL Entry Draft 2008 sowie einem weiteren Wahlrecht für den Draft 2009 von den Columbus Blue Jackets. In der Meisterschaftsendrunde besiegte die Avalanche in der ersten Runde die Minnesota Wild. Im Conference-Halbfinale traf Colorado auf seinen langjährigen Rivalen Detroit Red Wings. Die Avs unterlagen dem späteren Stanley-Cup-Champion mit 0:4-Spielen. Im Anschluss an die Saison trennte sich die Avalanche von Trainer Joel Quenneville. Als sein Nachfolger wurde Tony Granato vorgestellt, der zuvor als Quennevilles Assistenztrainer gearbeitet hat und bereits von 2002 bis 2004 Cheftrainer der Colorado Avalanche war.
Trotz des Trainerwechsels sollte die Spielzeit 2008/09 die schlechteste seit dem Umzug des Franchises nach Denver werden. Colorado gewann nur 32 von 82 Spielen und belegte den letzten Platz der Northwest Division sowie der Western Conference. In der aus 30 Mannschaften bestehenden NHL belegte das Team den 28. Platz. Erstmals erzielte Colorados Topscorer weniger als 70 Punkte; Milan Hejduk und Ryan Smyth beendeten die Saison mit je 59 Punkten. Kapitän Joe Sakic absolvierte verletzungsbedingt nur 15 Partien. Die während der regulären Saison erzielten 199 Tore waren ligaweit die Wenigsten. Direkt nach Ende der regulären Saison wurde General Manager François Giguère entlassen.
Durch die schlechte Platzierung durften die Avs erstmals in ihrer Geschichte in den Top 10 eines Entry Drafts auswählen – der zuvor höchste Draftpick war Alex Tanguay, der 1998 an insgesamt zwölfter Position ausgewählt wurde. Die Colorado Avalanche besaß im NHL Entry Draft 2009 das dritte Wahlrecht, mit dem sie Center Matt Duchene auswählten.

### Sakics Rücktritt und neue Jungstars (seit 2009)

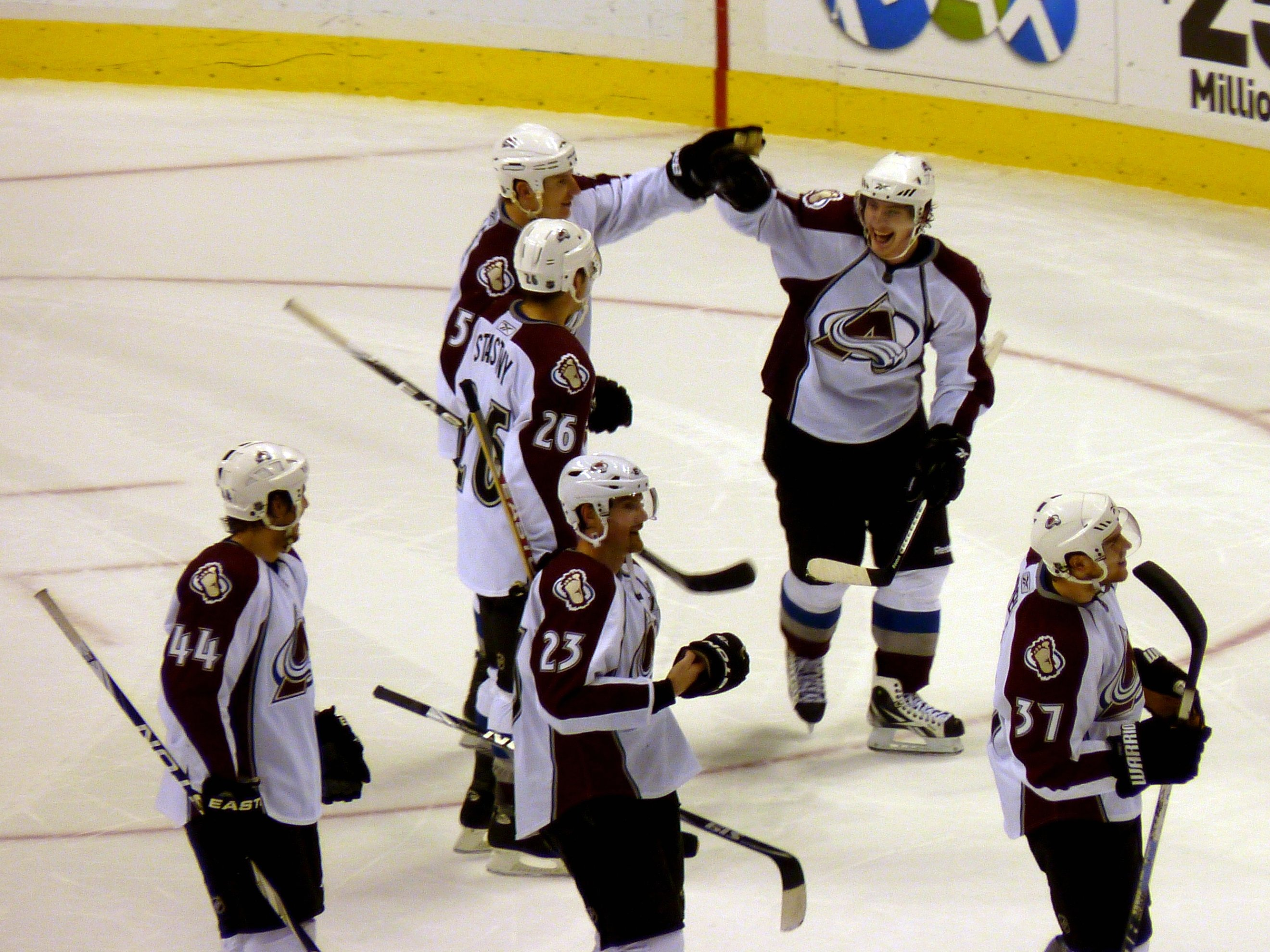
Avalanche-Spieler bejubeln im April 2010 die Play-off-Qualifikation

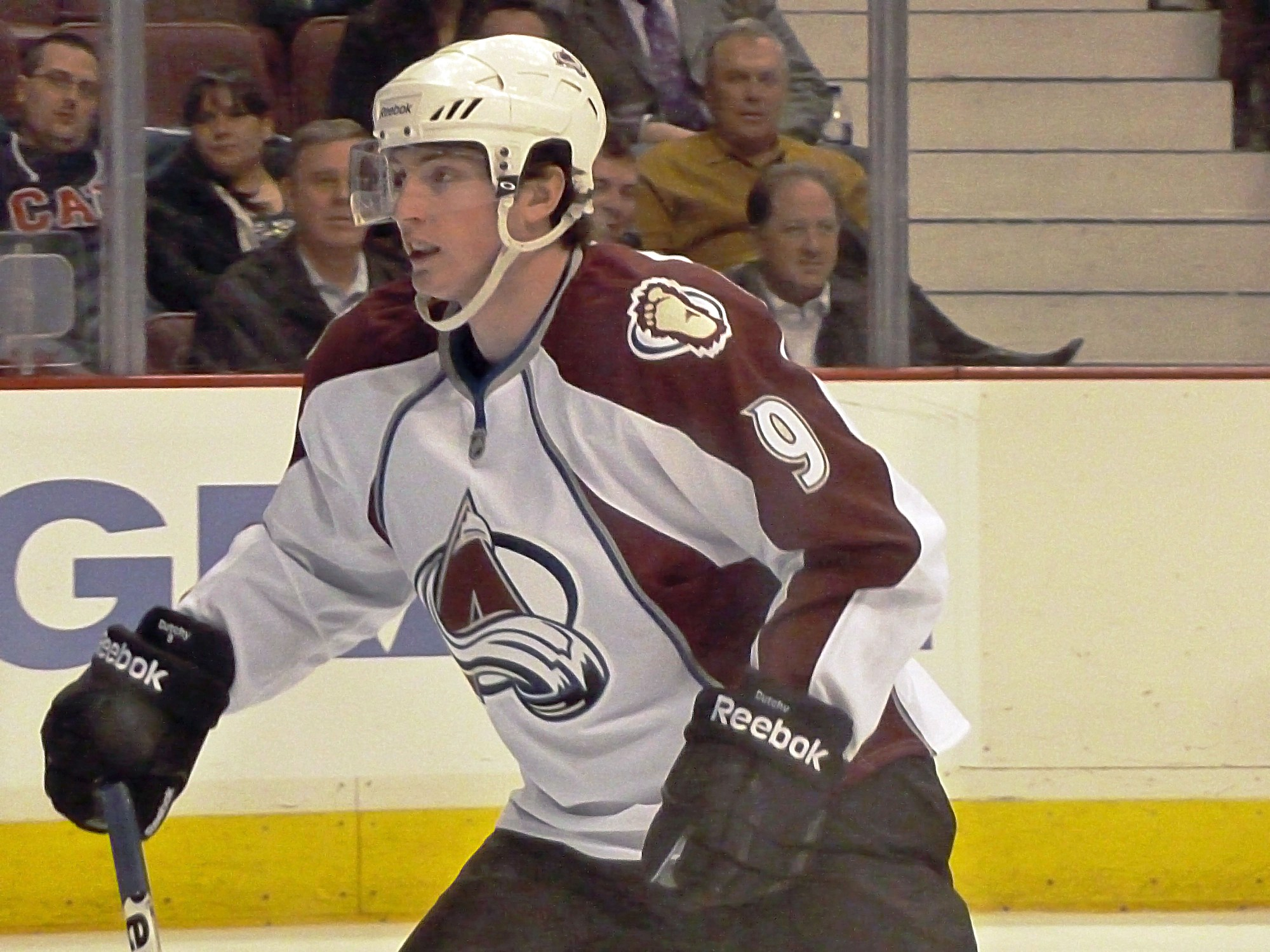
Stürmer Matt Duchene schaffte als 18-Jähriger den Sprung in die NHL

Anfang Juni 2009 wurde auch Cheftrainer Tony Granato entlassen, zudem wurde der bisherige Assistenz-General Manager Greg Sherman zum alleinigen GM befördert sowie mit Joe Sacco ein neuer Trainer vorgestellt. Joe Sakic erklärte am 9. Juli 2009 seine Spielerkarriere für beendet. Der langjährige Kapitän des Franchise spielte seit 1988 für das Québec/Colorado-Franchise und hält bis heute alle relevanten Scoring-Rekorde sowie weitere Bestmarken des Teams. Sein Trikot mit der Rückennummer 19 wurde am 1. Oktober 2009 vor dem Eröffnungsspiel der Saison 2009/10 gegen die San Jose Sharks während einer feierlichen Zeremonie an das Hallendach des Pepsi Centers gehängt und wird nie wieder an einen Spieler der Organisation vergeben werden. Sakics Nachfolger als Mannschaftskapitän wurde der Verteidiger Adam Foote. Die beiden im Juni gedrafteten 18-jährigen Center Matt Duchene und Ryan O’Reilly schafften den direkten Sprung in die National Hockey League und erarbeiteten sich einen Stammplatz bei der Avalanche. Für die Olympischen Winterspiele 2010 stellte Colorado drei Spieler ab; der US-Amerikaner Paul Stastny gewann bei diesem Turnier die Silbermedaille. Die Avalanche beendete die Saison mit 95 Punkten, 26 mehr als in der Vorsaison, und qualifizierte sich als Achtplatzierter der Western Conference erneut für die Play-offs. Dort schied die Mannschaft in der ersten Runde gegen die Erstgesetzten San Jose Sharks nach sechs Spielen in der Best-of-Seven-Serie aus. Im Anschluss an die Saison wurde Duchene in das NHL All-Rookie Team gewählt und für die Calder Memorial Trophy nominiert, die jährlich an den besten Neuprofi vergeben wird. Der Pokal ging allerdings an den Verteidiger Tyler Myers von den Buffalo Sabres.
Die Saison 2010/11 beendeten die Avs auf dem vorletzten Platz der National Hockey League. Die Mannschaft erreichte mit 68 Tabellenpunkten die wenigsten seit dem Umzug aus Québec nach Denver. Lediglich die Edmonton Oilers waren mit 62 Punkten weniger erfolgreich. Durch ein Transfergeschäft im Februar 2011 mit den St. Louis Blues hatte die Avalanche im NHL Entry Draft 2011 zwei Wahlrechte in der ersten Runde, mit denen sie an zweiter Position Gabriel Landeskog und an elfter Gesamtposition Duncan Siemens auswählten.
Peter Forsberg versuchte ein Comeback in der NHL und unterschrieb am 6. Februar 2011 einen bis zum Saisonende gültigen Vertrag. In der Folge absolvierte er noch zwei Partien für die Avalanche, ehe er am 14. Februar 2011 verletzungsbedingt sein Karriereende verkündete. Im April 2011 wurde Joe Sakic zum leitenden Berater und Alternativ-Präsidenten der Colorado Avalanche ernannt. Nach dem letzten Spiel der regulären Saison beendete auch Adam Foote seine Karriere. Foote absolvierte zwischen 1991 und 2011 17 Spielzeiten und insgesamt 1137 Spiele für das Québec/Colorado-Franchise.
Zur Saison 2014/15 kehrte Sakic als General Manager zur Avalanche zurück und formte in den folgenden Jahren einen Kader, mit dem Colorado zum Ende der 2010er Jahre wieder zu den regelmäßigen Playoff-Teilnehmern gehörte. Zu den Leistungsträgern zählen dabei unter anderem der seit 2012 als Kapitän fungierende Gabriel Landeskog sowie Nathan MacKinnon, Mikko Rantanen, Erik Johnson sowie Cale Makar. Größter Erfolg dieser Ära unter Sakic ist der Gewinn der Presidents’ Trophy in der Saison 2020/21 und der Gewinn des Stanley Cups in der Saison 2021/22. Im Juli 2022 wurde verkündet, dass Joe Sakic den Posten des President of Hockey Operations bei der Colorado Avalanche übernimmt und Chris MacFarland neuer General Manager wird.

## Rivalität mit den Detroit Red Wings
In den Play-offs 1996 trafen die Avalanche und die Detroit Red Wings im Finale der Western Conference aufeinander. Colorado gewann die Best-of-Seven-Serie nach sechs Spielen mit 4:2-Spielen. In der sechsten und letzten Partie checkte Colorados Claude Lemieux Detroits Kris Draper von hinten mit dem Gesicht voran in die Bande. Draper erlitt dabei einen Kieferbruch sowie weitere Verletzungen. Dieser Vorfall wird oft als Beginn einer der intensivsten Rivalitäten in der Geschichte der National Hockey League bezeichnet.
In der folgenden Saison kam es am 26. März 1997 während einer Partie der regulären Saison zwischen beiden Mannschaften zum Brawl in Hockeytown. In diesem Spiel kam es zu insgesamt neun Faustkämpfen, 39 Strafzeiten, 148 Strafminuten sowie einen Torwartkampf zwischen den beiden Stanley-Cup-Siegern Patrick Roy und Mike Vernon. Detroit gewann die Partie nach Verlängerung mit 6:5.
Die Rivalität zwischen beide Teams war zwischen 1996 und 2002 am intensivsten. In diesen sieben Saisons trafen beide Mannschaften fünf Mal in Play-off-Serien aufeinander, von denen die Avalanche drei gewann. Beide Franchises waren darüber hinaus auch äußerst erfolgreich, in diesen sieben Jahren wurde der Stanley Cup fünf Mal von Detroit (1997, 1998, 2002) und Colorado (1996, 2001) gewonnen. Nach 2002 kühlte die Rivalität ab und es dauerte bis 2008, ehe beide Mannschaften erneut in der Endrunde aufeinander trafen.

## Spielstätten

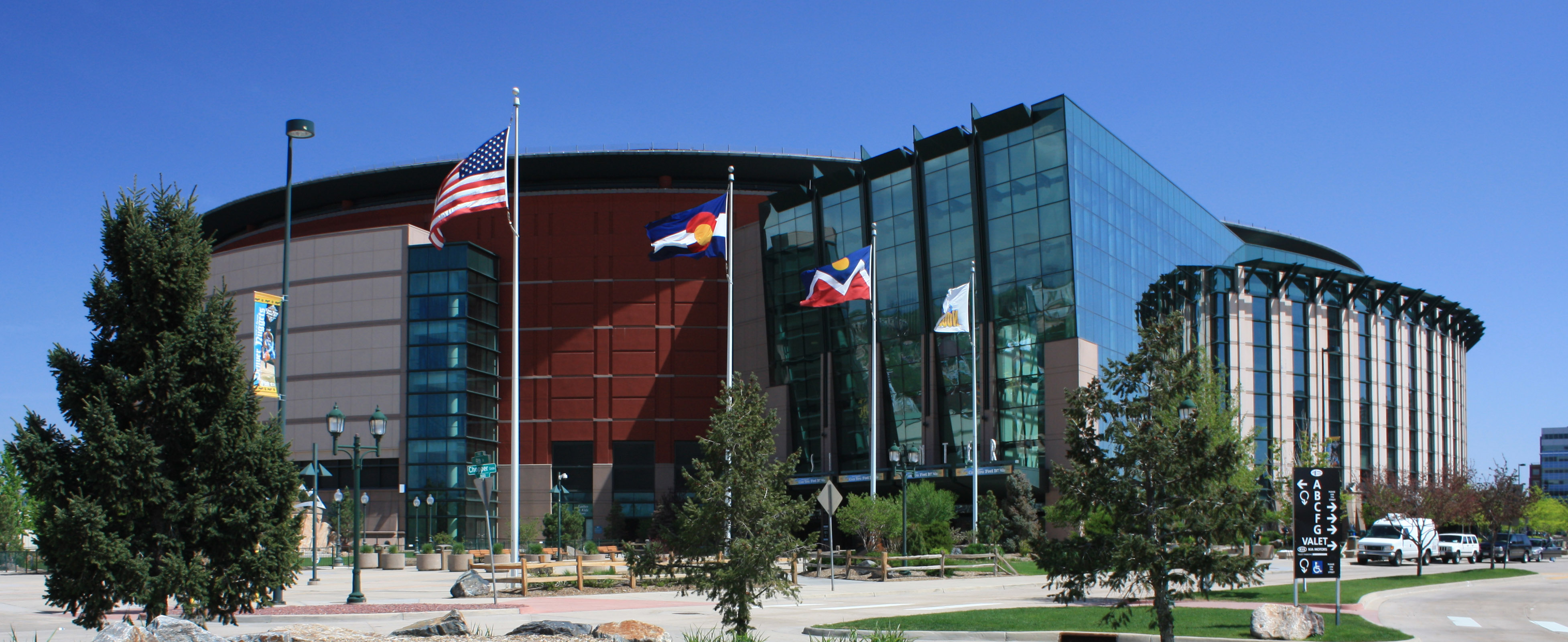
Die Ball Arena, seit 1999 Heimspielstätte der Avalanche.

| Saison   | Heim- spiele | Zuschauer- schnitt | Zuschauer- zahl | Ausver- käufe | Auslastung in % |
| 1995/96  | 41           | 16.017             | 656.708         | 38            | 99,7 %          |
| 1996/97  | 41           | 16.061             | 658.501         | 41            | 100,0 %         |
| 1997/98  | 41           | 16.061             | 658.501         | 41            | 100,0 %         |
| 1998/99  | 41           | 16.061             | 658.501         | 41            | 100,0 %         |
| 1999/00  | 41           | 18.007             | 738.287         | 41            | 100,0 %         |
| 2000/01  | 41           | 18.007             | 738.287         | 41            | 100,0 %         |
| 2001/02  | 41           | 18.007             | 738.287         | 41            | 100,0 %         |
| 2002/03  | 41           | 18.007             | 738.287         | 41            | 100,0 %         |
| 2003/04  | 41           | 18.007             | 738.287         | 41            | 100,0 %         |
| 2004/051 | —            | —                  | —               | —             | —               |
| 2005/06  | 41           | 18.007             | 738.287         | 41            | 100,0 %         |
| 2006/07  | 41           | 17.612             | 722.127         | 15            | 97,8 %          |
| 2007/08  | 41           | 16.842             | 690.552         | 13            | 93,5 %          |
| 2008/09  | 41           | 15.429             | 632.602         | 7             | 85,7 %          |
| 2009/10  | 41           | 13.948             | 571.849         | 5             | 77,5 %          |
| 2010/11  | 41           | 14.820             | 607.650         | 5             | 82,3 %          |
| 2011/12  | 41           | 15.498             | 635.440         | 5             | 86,1 %          |
| Gesamt   | 656          | 16.649             | 10.904.655      | 457           | 94,9 %          |

1 Saison wegen des NHL-Lockout 2004/05 ausgefallen
Von 1995 bis 1999 spielte der Klub in der 1975 eröffneten McNichols Sports Arena, die bei Eishockeyveranstaltungen eine Kapazität von 16.061 Plätzen hatte. Diese Arena war schon von 1975 bis 1976 von den Denver Spurs in der World Hockey Association und von 1976 bis 1982 von den Colorado Rockies genutzt worden. Seit 1999 trägt die Avalanche ihre Heimspiele in der Ball Arena, einer 18.007 Zuschauer fassenden Multifunktionsarena, aus. Die Namensrechte für die Arena hielt seit Eröffnung der Erfrischungsgetränkehersteller Pepsi. Das Unternehmen zahlt für die gesamte Dauer von 20 Jahren 68 Millionen US-Dollar und hält die Rechte noch bis 2019. Im Oktober 2020 wurde die Ball Corporation, nach 21 Jahren Pepsi, neuer Namenssponsor der Halle.

### Zuschauer
Die Heimspiele Colorados waren seit dem 9. November 1995 durchgehend ausverkauft gewesen, erst am 16. Oktober 2006, bei einem Spiel gegen die Chicago Blackhawks, endete die 487 Spiele umfassende Serie. Dies ist die längste Serie, die je im US-amerikanischen Profisport aufgestellt wurde.

## Farmteams
| Saison          | Farmteam             | Liga     |
| 1995/96         | Cornwall Aces        | AHL      |
| 1996/97–2004/05 | Hershey Bears        | AHL      |
| 1999/00–2000/01 | Lowell Lock Monsters | AHL      |
| 1999/00–2003/04 | San Diego Gulls      | ECHL     |
| 1999/00–2000/01 | Albany River Rats    | AHL      |
| 1999/00–2003/04 | Arizona Sundogs      | CHL      |
| 2007/08–2014/15 | Lake Erie Monsters   | AHL      |
| 2008/09         | Johnstown Chiefs     | ECHL     |
| 2009/10         | Charlotte Checkers   | ECHL     |
| 2010/11         | Tulsa Oilers         | CHL      |
| 2011/12         | Allen Americans      | CHL      |
| 2012/13–2013/14 | Denver Cutthroats    | CHL      |
| 2014/15–2015/16 | Fort Wayne Komets    | ECHL     |
| 2015/16–2017/18 | San Antonio Rampage  | AHL      |
| seit 2016/17    | Colorado Eagles      | ECHL/AHL |
| seit 2018/19    | Utah Grizzlies       | ECHL     |

Wie alle NHL-Teams unterhält die Colorado Avalanche seit ihrer Gründung mehrere Farmteams in unterklassigen Ligen. Die für das Franchise bedeutendste Kooperation hat die Avalanche seit Beginn der Saison 2015/16 mit den San Antonio Rampage aus der American Hockey League. Zuvor arbeitete man sieben Jahre lang mit den Lake Erie Monsters zusammen. Die Kooperation dient größtenteils dazu, dass junge Nachwuchsspieler, die einen NHL-Vertrag besitzen und sich für die NHL empfehlen wollen, zu Einsätzen kommen. Darüber hinaus bietet das Farmteam länger verletzt gewesenen Spielern die Möglichkeit, wieder in den Spielrhythmus zu kommen. Auch besteht die Option aufgrund der Gehaltsobergrenze in der NHL, nicht im NHL-Kader zu haltende Spieler dort einzusetzen. Die American Hockey League ist als Minor League der Klasse AAA und somit der höchstmöglichen Stufe unterhalb der NHL deklariert. Neben dem AHL-Klub arbeiteten die Avs noch in der Saison 2010/11 mit den Tulsa Oilers aus der CHL zusammen. Colorado war das erste Team aus der National Hockey League seit 1992, das mit den Oilers eine Kooperation einging. Zur Saison 2011/12 wurde mit den Allen Americans ein neuer CHL-Partner vorgestellt; ein Jahr später einigte man sich auf eine Zusammenarbeit mit dem neu gegründeten CHL-Franchise Denver Cutthroats. Nachdem der Spielbetrieb bei den Cutthroats nach der Saison 2013/14 eingestellt wurde, einigte man sich mit den Fort Wayne Komets auf eine neue Kooperation. Seit Juli 2016 fungierten die Colorado Eagles als neuer Partner in der ECHL, bevor das Team zur Saison 2018/19 in die AHL wechselte. In der ECHL wurden die Eagles durch eine Kooperation mit den Utah Grizzlies ersetzt.
Nach dem Umzug aus Québec wurde die Zusammenarbeit mit den Cornwall Aces in der AHL noch für ein Jahr fortgesetzt. Danach waren die Hershey Bears für neun Jahre der wichtigste Partner des Teams.

## Erfolge und Ehrungen

### Sportliche Erfolge
| Stanley Cups              |                                             |
| Saison                    |                                             |
| 1995/96, 2000/01, 2021/22 |                                             |
| Presidents’ Trophies      |                                             |
| Saison                    |                                             |
| 1996/97, 2000/01, 2020/21 |                                             |
| Conference Championships  | Saison                                      |
| Clarence S. Campbell Bowl | 1995/96, 2000/01, 2021/22                   |
| Division Championships    | Saison                                      |
| Pacific Division          | 1995/96, 1996/97, 1997/98                   |
| Northwest Division        | 1998/99, 1999/00, 2000/01, 2001/02, 2002/03 |
| Central Division          | 2013/14, 2021/22, 2022/23                   |
| West Division             | 2020/21                                     |

Die größten Erfolge seit dem Umzug aus Québec feierte die Colorado Avalanche in den Spielzeiten 1995/96, 2000/01 und 2021/22, als sie jeweils den prestigeträchtigen Stanley Cup gewinnen konnte. Bei diesen Triumphen wurde auch jeweils die Clarence S. Campbell Bowl für den Finalteilnehmer der Western Conference gewonnen.

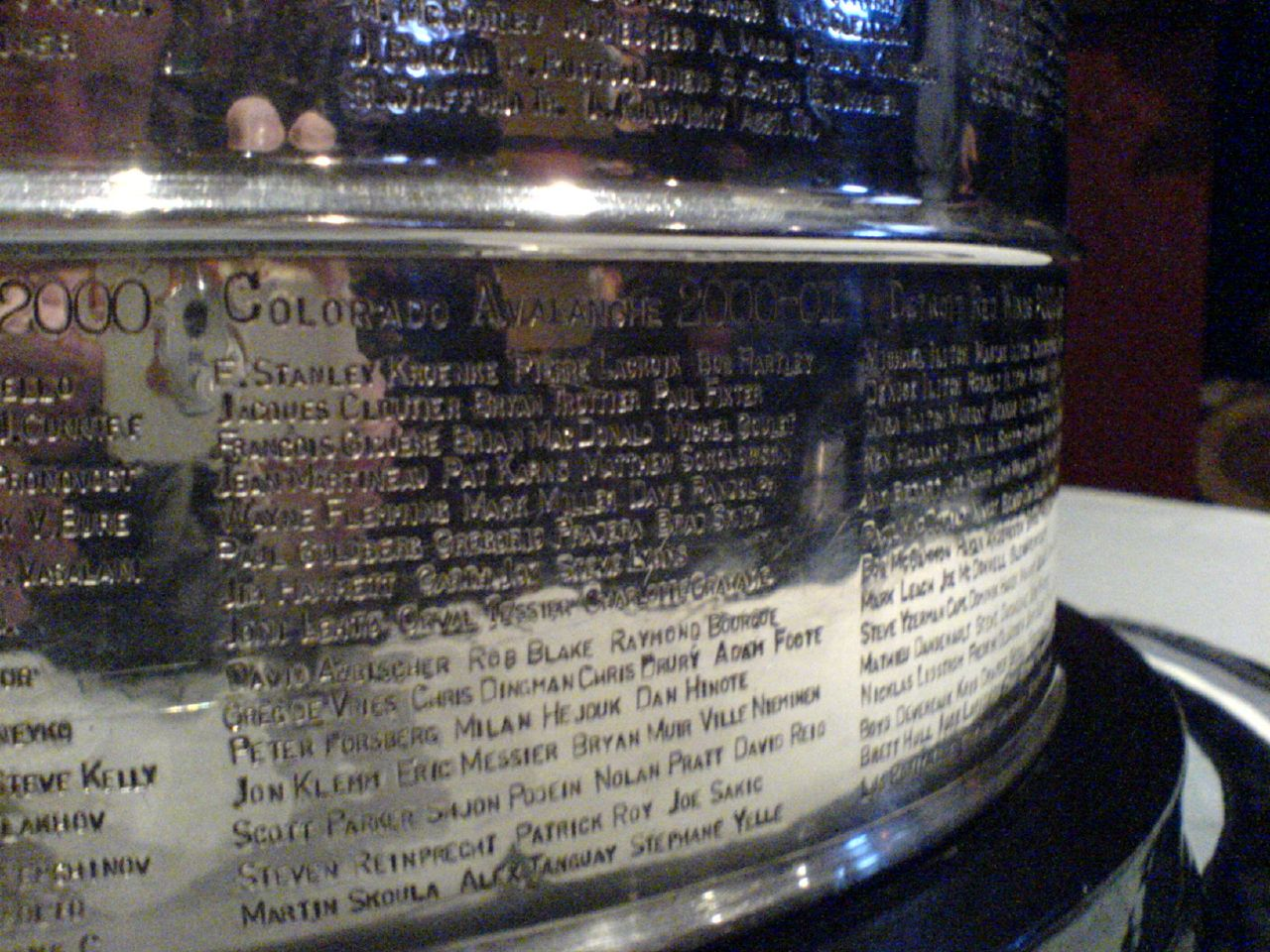
Die in den Stanley Cup eingravierten Namen der Meistermannschaft von 2001.

Auch in der Saison nach dem ersten Titelgewinn war die Avalanche durch den Gewinn der Presidents’ Trophy für die punktbeste Mannschaft der regulären Saison als großer Favorit in den Kampf um den Stanley Cup gegangen, scheiterte damals aber in der Vorschlussrunde an den Detroit Red Wings und verpasste somit eine erfolgreiche Titelverteidigung. Als in der Saison 2000/01 der erneute Gewinn der Presidents’ Trophy erfolgte, wurde die Avalanche ihren Favoritenstatus gerecht und holte im Finale gegen Titelverteidiger New Jersey Devils zum zweiten Mal den Stanley Cup nach Denver.
Neben diesen Titeln gewann Colorado zwischen den Spielzeiten 1995/96 und 2002/03 acht Jahre in Folge den Titel in der jeweiligen Division, der sie zugeteilt waren. Mit dem Gewinn des Divisiontitels der Québec Nordiques in der Saison 1994/95 sind es sogar neun Titel, was einen NHL-Rekord für die meisten hintereinander gewonnenen Divisionstitel darstellt. Erst im Spieljahr 2003/04 holten die Vancouver Canucks den Titel der Northwest Division und beendeten somit die Serie der Avalanche.
In der Spielzeit 2013/14, der ersten nach der Neuanordnung der Divisionen, erspielte sich Colorado erstmals den Titel der Central Division und errang damit nach zehn Spielzeiten wieder einen Divisionstitel.
Colorado errang bisher drei Titel in der Pacific Division, fünf in der Northwest Division und zwei in der Central Division.

### NHL Awards und All-Star-Team-Nominierungen
| Auszeichnung                        | Name                                                                                        | Saison |
| Art Ross Trophy                     | Peter Forsberg                                                                              | 2002/03 |
| Calder Memorial Trophy              | Chris Drury Gabriel Landeskog Nathan MacKinnon Cale Makar                                   | 1998/99 2011/12 2013/14 2019/20                                                                                 |
| Conn Smythe Trophy                  | Joe Sakic Patrick Roy Cale Makar                                                            | 1995/96 2000/01 2021/22                                                                                         |
| Hart Memorial Trophy                | Joe Sakic Peter Forsberg Nathan MacKinnon                                                   | 2000/01 2002/03 2023/24                                                                                         |
| Jack Adams Award                    | Patrick Roy                                                                                 | 2013/14 |
| Jim Gregory Award                   | Joe Sakic                                                                                   | 2021/22 |
| James Norris Memorial Trophy        | Cale Makar                                                                                  | 2021/22, 2024/25                                                                                                |
| King Clancy Memorial Trophy         | Shjon Podein                                                                                | 2000/01 |
| Lady Byng Memorial Trophy           | Joe Sakic Ryan O’Reilly Nathan MacKinnon                                                    | 2000/01 2013/14 2019/20                                                                                         |
| Ted Lindsay/Lester B. Pearson Award | Joe Sakic Nathan MacKinnon                                                                  | 2000/01 2023/24                                                                                                 |
| NHL Foundation Player Award         | Joe Sakic                                                                                   | 2006/07 |
| NHL Plus/Minus Award                | Joe Sakic Peter Forsberg Milan Hejduk                                                       | 2000/01* 2002/03                                                                                                |
| Maurice Richard Trophy              | Milan Hejduk                                                                                | 2002/03 |
| William M. Jennings Trophy          | Patrick Roy                                                                                 | 2001/02 |
| First All-Star Team                 | Sandis Ozoliņš Peter Forsberg Ray Bourque Joe Sakic Patrick Roy Cale Makar Nathan MacKinnon | 1996/97 1997/98, 1998/99, 2002/03 2000/01 , 2001/02, 2003/04 2001/02 2020/21, 2021/22, 2024/25 2023/24, 2024/25 |
| Second All-Star Team                | Rob Blake** Milan Hejduk Semjon Warlamow Nathan MacKinnon Cale Makar                        | 2000/01, 2001/02 2002/03 2013/14 2017/18, 2019/20 2022/23, 2023/24                                              |
| NHL All-Rookie Team                 | Chris Drury Milan Hejduk John-Michael Liles Paul Stastny Matt Duchene Cale Makar            | 1998/99 2003/04 2006/07 2009/10 2019/20                                                                         |

* gemeinsam mit Patrik Eliáš

** während der Saison 2000/01 von den Los Angeles Kings verpflichtet
Nach dem Gewinn des Stanley Cups in der ersten Saison nach dem Umzug aus Québec wurde Joe Sakic als bester Spieler der Playoffs mit der Conn Smythe Trophy ausgezeichnet und war damit der erste Spieler der Avalanche, der eine individuelle Auszeichnung erhielt. Im Jahr darauf war es dem Letten Sandis Ozoliņš mit seiner Nominierung für das First All-Star Team vorbehalten, dass ein Spieler für eine Leistung in der regulären Saison ausgezeichnet wurde. In der Saison 1998/99 sorgten zwei Rookies für Aufsehen. Chris Drury wurde als bester Liganeuling mit der Calder Memorial Trophy ausgezeichnet und gemeinsam mit Milan Hejduk ins NHL All-Rookie Team gewählt. In einer überragenden Saison 2000/01 baute Colorado seine Trophäenbilanz nachhaltig aus. Alleine in dieser Saison gewannen die Spieler sechs Auszeichnungen, von denen Joe Sakic vier gewann. Schon öfter teilten sich zwei Spieler den NHL Plus/Minus Award, doch in der Spielzeit 2002/03 gelang dies mit Milan Hejduk und Peter Forsberg erstmals zwei Spielern aus demselben Team.
In der Saison 2002/03 gewannen Hejduk und Forsberg die bisher einzigen Scoring-Trophäen der NHL. Peter Forsberg war mit 106 Scorerpunkten erfolgreicher als jeder andere Spieler und erhielt die Art Ross Trophy. Milan Hejduk erzielte in derselben Spielzeit 50 Tore und gewann dadurch die Maurice „Rocket“ Richard Trophy.
Patrick Roy erhielt als bisher einziger Trainer Colorados den Jack Adams Award als bester Trainer der NHL, nachdem er das Team in der Saison 2013/14 auf den ersten Platz der Central Division führte.

### Saisonstatistik
Abkürzungen: GP = Spiele, W = Siege, L = Niederlagen, T = Unentschieden, OTL = Niederlagen nach Overtime, Pts = Punkte, GF = Erzielte Tore, GA = Gegentore
| Saison   | GP   | W    | L   | T   | OTL | Pts  | GF   | GA   | Platz                  | Playoffs |
| 1995/96  | 82   | 47   | 25  | 10  | —   | 104  | 326  | 240  | 1., Pacific Division   | Sieg im Conference-Viertelfinale, 4:2 (Vancouver) Sieg im Conference-Halbfinale, 4:2 (Chicago) Sieg im Conference-Finale, 4:2 (Detroit) Sieg im Stanley-Cup-Finale, 4:0 (Florida)          |
| 1996/97  | 82   | 49   | 24  | 9   | —   | 107  | 277  | 205  | 1., Pacific Division   | Sieg im Conference-Viertelfinale, 4:2 (Chicago) Sieg im Conference-Halbfinale, 4:1 (Edmonton) Niederlage im Conference-Finale, 2:4 (Detroit)                                               |
| 1997/98  | 82   | 39   | 26  | 17  | —   | 95   | 231  | 205  | 1., Pacific Division   | Niederlage im Conference-Viertelfinale, 3:4 (Edmonton) |
| 1998/99  | 82   | 44   | 28  | 10  | —   | 98   | 239  | 205  | 1., Northwest Division | Sieg im Conference-Viertelfinale, 4:2 (San Jose) Sieg im Conference-Halbfinale, 4:2 (Detroit) Niederlage im Conference-Finale, 3:4 (Dallas)                                                |
| 1999/00  | 82   | 42   | 28  | 11  | 1   | 96   | 233  | 201  | 1., Northwest Division | Sieg im Conference-Viertelfinale, 4:1 (Phoenix) Sieg im Conference-Halbfinale, 4:1 (Detroit) Niederlage im Conference-Finale, 3:4 (Dallas)                                                 |
| 2000/01  | 82   | 52   | 16  | 10  | 4   | 118  | 270  | 192  | 1., Northwest Division | Sieg im Conference-Viertelfinale, 4:0 (Vancouver) Sieg im Conference-Halbfinale, 4:3 (Los Angeles) Sieg im Conference-Finale, 4:1 (St. Louis) Sieg im Stanley-Cup-Finale, 4:3 (New Jersey) |
| 2001/02  | 82   | 45   | 28  | 8   | 1   | 99   | 212  | 169  | 1., Northwest Division | Sieg im Conference-Viertelfinale, 4:3 (Los Angeles) Sieg im Conference-Halbfinale, 4:3 (San Jose) Niederlage im Conference-Finale, 3:4 (Detroit)                                           |
| 2002/03  | 82   | 42   | 19  | 13  | 8   | 105  | 251  | 194  | 1., Northwest Division | Niederlage im Conference-Viertelfinale, 3:4 (Minnesota) |
| 2003/04  | 82   | 40   | 22  | 13  | 7   | 100  | 236  | 198  | 2., Northwest Division | Sieg im Conference-Viertelfinale, 4:1 (Dallas) Niederlage im Conference-Halbfinale, 2:4 (San Jose)                                                                                         |
| 2004/051 | —    | —    | —   | —   | —   | —    | —    | —    | —                      | — |
| 2005/06  | 82   | 43   | 30  | —   | 9   | 95   | 283  | 257  | 3., Northwest Division | Sieg im Conference-Viertelfinale, 4:1 (Dallas) Niederlage im Conference-Halbfinale, 0:4 (Anaheim)                                                                                          |
| 2006/07  | 82   | 44   | 31  | —   | 7   | 95   | 272  | 251  | 4., Northwest Division | nicht qualifiziert |
| 2007/08  | 82   | 44   | 31  | —   | 7   | 95   | 231  | 219  | 2., Northwest Division | Sieg im Conference-Viertelfinale, 4:2 (Minnesota) Niederlage im Conference-Halbfinale, 0:4 (Detroit)                                                                                       |
| 2008/09  | 82   | 32   | 45  | —   | 9   | 69   | 199  | 257  | 5., Northwest Division | nicht qualifiziert |
| 2009/10  | 82   | 43   | 30  | —   | 14  | 95   | 237  | 228  | 2., Northwest Division | Niederlage im Conference-Viertelfinale, 2:4 (San Jose) |
| 2010/11  | 82   | 30   | 44  | —   | 8   | 68   | 227  | 288  | 4., Northwest Division | nicht qualifiziert |
| 2011/12  | 82   | 41   | 35  | —   | 6   | 88   | 208  | 220  | 3., Northwest Division | nicht qualifiziert |
| 2012/132 | 48   | 16   | 25  | —   | 7   | 39   | 116  | 152  | 5., Northwest Division | nicht qualifiziert |
| 2013/14  | 82   | 52   | 22  | —   | 8   | 112  | 250  | 220  | 1., Central Division   | Niederlage im Conference-Viertelfinale, 3:4 (Minnesota) |
| 2014/15  | 82   | 39   | 31  | —   | 12  | 90   | 219  | 227  | 7., Central Division   | nicht qualifiziert |
| 2015/16  | 82   | 39   | 39  | —   | 4   | 82   | 216  | 240  | 6., Central Division   | nicht qualifiziert |
| 2016/17  | 82   | 22   | 56  | —   | 4   | 48   | 165  | 276  | 7., Central Division   | nicht qualifiziert |
| 2017/18  | 82   | 43   | 30  | —   | 9   | 95   | 255  | 236  | 4., Central Division   | Niederlage im Conference-Viertelfinale, 2:4 (Nashville) |
| 2018/19  | 82   | 38   | 30  | —   | 14  | 90   | 258  | 244  | 5., Central Division   | Sieg im Conference-Viertelfinale, 4:1 (Calgary) Niederlage im Conference-Halbfinale, 3:4 (San Jose)                                                                                        |
| 2019/203 | 70   | 42   | 20  | —   | 8   | 92   | 236  | 190  | 2., Central Division   | Sieg im Conference-Viertelfinale, 4:1 (Arizona) Niederlage im Conference-Halbfinale, 3:4 (Dallas)                                                                                          |
| 2020/213 | 56   | 39   | 13  | —   | 4   | 82   | 197  | 132  | 1., West Division      | Sieg in der ersten Runde, 4:0 (St. Louis) Niederlage in der zweiten Runde, 2:4 (Vegas) |
| 2021/22  | 82   | 56   | 19  | —   | 7   | 119  | 308  | 232  | 1., Central Division   | Sieg im Conference-Viertelfinale, 4:0 (Nashville) Sieg im Conference-Halbfinale, 4:2 (St. Louis) Sieg im Conference-Finale, 4:0 (Edmonton) Sieg im Stanley-Cup-Finale, 4:2 (Tampa Bay)     |
| 2022/23  | 82   | 51   | 24  | —   | 7   | 109  | 274  | 223  | 1., Central Division   | Niederlage im Conference-Viertelfinale, 3:4 (Seattle) |
| 2023/24  | 82   | 50   | 25  | —   | 7   | 107  | 302  | 252  | 3., Central Division   | Sieg im Conference-Viertelfinale, 4:1 (Winnipeg) Niederlage im Conference-Halbfinale, 2:4 (Dallas)                                                                                         |
| 2024/25  | 82   | 49   | 29  | —   | 4   | 102  | 273  | 231  | 3., Central Division   | Niederlage im Conference-Viertelfinale, 3:4 (Dallas) |
| Gesamt   | 2306 | 1213 | 825 | 101 | 176 | 2811 | 7001 | 6384 |                        | 21 Playoff-Teilnahmen 45 Serien: 27 Siege, 18 Niederlagen 261 Spiele: 150 Siege, 111 Niederlagen                                                                                           |

1 Saison wegen des NHL-Lockout 2004/05 ausgefallen
2 Saison wegen des NHL-Lockout 2012/13 verkürzt
3 Saison wegen der COVID-19-Pandemie verkürzt

### Franchiserekorde
Hier sind alle Rekorde gelistet, die seit dem Bestehen des Franchises in der NHL aufgestellt wurden, also auch für den Zeitraum von 1979 bis 1995, als das Franchise als Québec Nordiques agierte.

#### Karriere

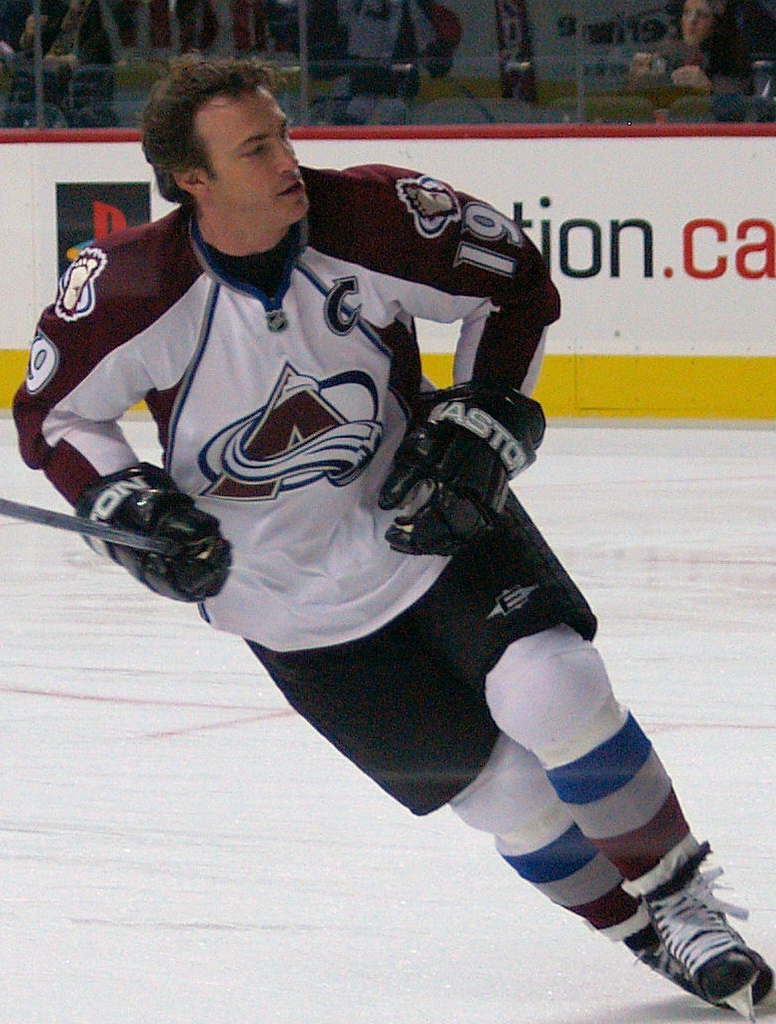
Joe Sakic hält diverse Franchiserekorde.

|                                   | Name        | Anzahl                                  |
| Meiste Spiele                     | Joe Sakic   | 1.378 (in 20 Spielzeiten)               |
| Meiste aufeinanderfolgende Spiele | Dale Hunter | 312 (9. Oktober 1980 bis 13. März 1984) |
| Meiste Tore                       | Joe Sakic   | 625                                     |
| Meiste Vorlagen                   | Joe Sakic   | 1.016                                   |
| Meiste Punkte                     | Joe Sakic   | 1.641 (625 Tore + 1.016 Vorlagen)       |
| Meiste Strafminuten               | Dale Hunter | 1.562                                   |
| Meiste Shutouts                   | Patrick Roy | 37                                      |

#### Saison
|                               | Name             | Anzahl                      | Saison  |
| Meiste Tore                   | Michel Goulet    | 57                          | 1982/83 |
| Meiste Vorlagen               | Peter Šťastný    | 93                          | 1981/82 |
| Meiste Punkte                 | Nathan MacKinnon | 140 (51 Tore + 89 Vorlagen) | 2023/24 |
| Meiste Punkte als Rookie      | Peter Šťastný    | 109 (39 Tore + 70 Vorlagen) | 1980/81 |
| Meiste Punkte als Verteidiger | Cale Makar       | 92 (30 Tore + 62 Vorlagen)  | 2024/25 |
| Meiste Strafminuten           | Gord Donnelly    | 301                         | 1987/88 |
| Meiste Siege als Torhüter     | Semjon Warlamow  | 41                          | 2013/14 |

### Mannschaftsrekorde
Die gelisteten Rekorde beinhalten ausschließlich Leistungen, die man als Mitglied der Colorado Avalanche seit 1995 erreicht hat.

#### Karriere
|                                   | Name                        | Anzahl                                                          |
| Meiste Spiele                     | Milan Hejduk                | 1.020 (in 14 Spielzeiten)                                       |
| Meiste aufeinanderfolgende Spiele | Kārlis Skrastiņš            | 225                                                             |
| Meiste Tore                       | Joe Sakic                   | 391                                                             |
| Meiste Vorlagen                   | Nathan MacKinnon*           | 648                                                             |
| Meiste Punkte                     | Joe Sakic Nathan MacKinnon* | 1.015 (391 Tore + 624 Vorlagen) 1.015 (367 Tore + 648 Vorlagen) |
| Meiste Strafminuten               | Cody McLeod                 | 1.359                                                           |
| Meiste Shutouts                   | Patrick Roy                 | 37                                                              |

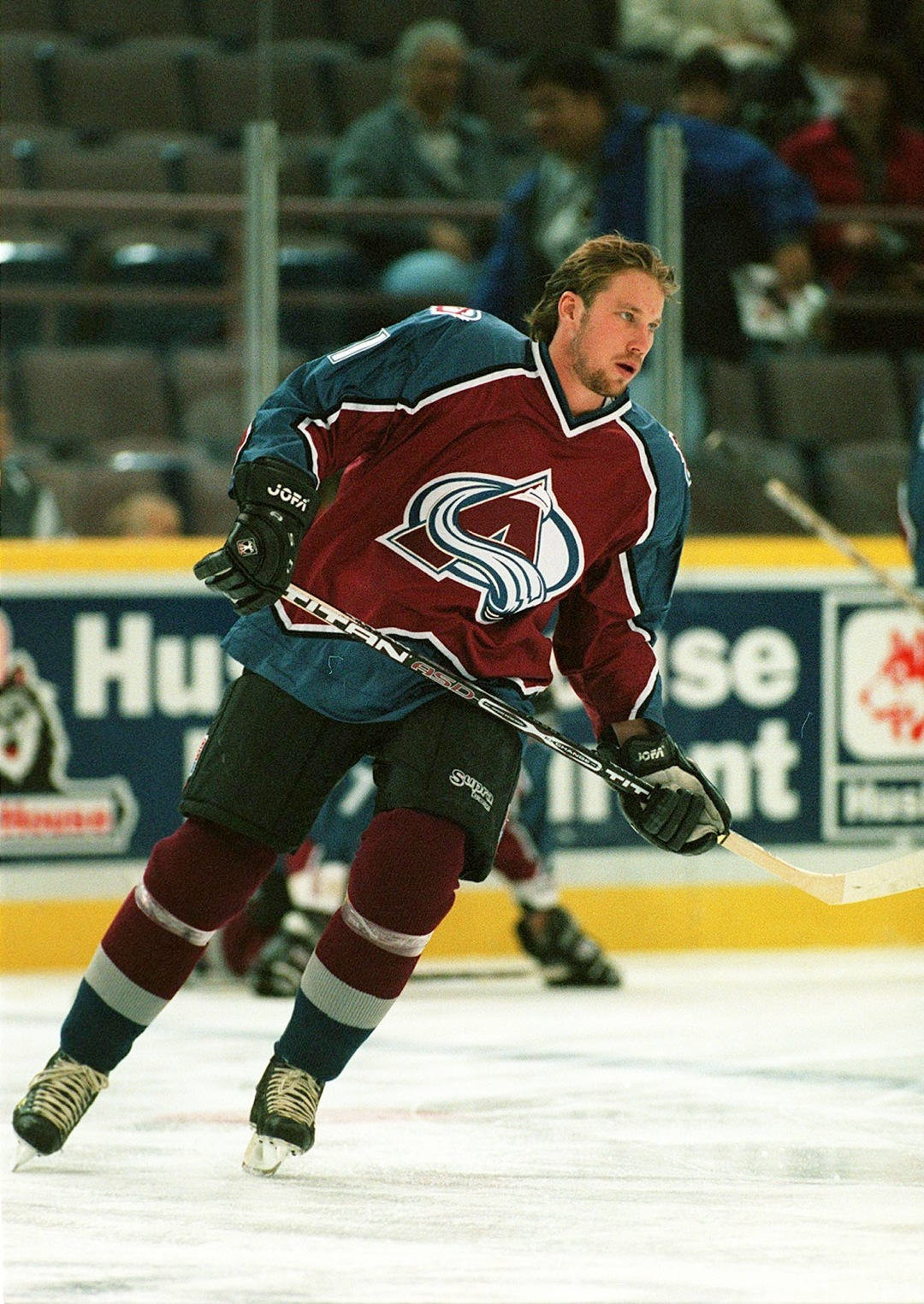
Peter Forsberg erzielte 1995/96 in 82 Spielen 86 Assists.

* aktiver Spieler der Avalanche; Stand nach Ende Saison 2024/25

#### Saison
|                               | Name             | Anzahl                      | Saison  |
| Meiste Tore                   | Mikko Rantanen   | 55                          | 2022/23 |
| Meiste Vorlagen               | Nathan MacKinnon | 89                          | 2023/24 |
| Meiste Punkte                 | Nathan MacKinnon | 140 (51 Tore + 89 Vorlagen) | 2023/24 |
| Meiste Punkte als Rookie      | Paul Stastny     | 78 (28 Tore + 50 Vorlagen)  | 2006/07 |
| Meiste Punkte als Verteidiger | Cale Makar       | 92 (30 Tore + 62 Vorlagen)  | 2024/25 |
| Meiste Strafminuten           | Jeff Odgers      | 259                         | 1998/99 |
| Meiste Siege als Torhüter     | Semjon Warlamow  | 41                          | 2013/14 |

## Trainer
Abkürzungen: GC = Spiele, W = Siege, L = Niederlagen, T = Unentschieden, OTL = Niederlagen nach
Overtime, Pts = Punkte, Pts % = Punktquote
| Name             | Saison           | Reguläre Saison | Reguläre Saison | Reguläre Saison | Reguläre Saison | Reguläre Saison | Reguläre Saison | Reguläre Saison | Playoffs | Playoffs | Playoffs |
| Name             | Saison           | GC              | W               | L               | T               | OTL             | Pts             | Pts %           | GC       | W        | L        |
| Marc Crawford    | 1995/96–1997/98  | 294             | 165             | 88              | 41              | —               | 371             | .631            | 52       | 31       | 21       |
| Bob Hartley      | 1998/99–2002/03* | 359             | 193             | 108             | 48              | 10              | 444             | .618            | 80       | 49       | 31       |
| Tony Granato     | 2002/03*–2004/05 | 133             | 72              | 33              | 17              | 11              | 172             | .647            | 18       | 9        | 9        |
| Joel Quenneville | 2005/06–2007/08  | 246             | 131             | 92              | —               | 23              | 285             | .579            | 9        | 4        | 5        |
| Tony Granato     | 2008/09          | 82              | 32              | 45              | —               | 5               | 69              | .421            | —        | —        | —        |
| Joe Sacco        | 2009/10–2012/13  | 294             | 130             | 134             | —               | 30              | 290             | .493            | 6        | 2        | 4        |
| Patrick Roy      | 2013/14–2015/16  | 246             | 130             | 92              | —               | 24              | 284             | .577            | 7        | 3        | 4        |
| Jared Bednar     | seit 2016/17     | 700             | 390             | 246             | —               | 64              | 844             | .603            | 88       | 52       | 36       |

* Wechsel während der laufenden Saison
Der statistisch gesehen erfolgreichste Trainer der Avs war Marc Crawford, der 1994 die Québec Nordiques übernahm und 1995 mit dem Jack Adams Award ausgezeichnet wurde. Nach dem Umzug nach Denver gewann er 1996 mit der Avalanche den Stanley Cup. Nach dem frühen Play-off-Aus 1998 lehnte er eine Vertragsverlängerung ab und verließ das Franchise. Sein Nachfolger Bob Hartley hatte in seiner Amtszeit ähnlich gute statistische Werte. 2001 gewann die Colorado Avalanche unter seiner Führung ihren zweiten Stanley Cup. Nach einem schlechten Start in die Saison 2002/03 wurde Hartley im Dezember 2002 entlassen und durch Tony Granato ersetzt.
Granato konnte das mit vielen Starspielern besetzte Team jedoch nicht zu einer Meisterschaft führen und wurde zu Beginn der Saison 2005/06 durch Joel Quenneville ersetzt. Nach drei Spielzeiten ohne nennenswerte Erfolge wurde erneut Tony Granato als neuer Trainer vorgestellt. Die NHL-Saison 2008/09 wurde jedoch die bis dato schlechteste seit dem Umzug des Franchises und Granato wurde nach nur einer Spielzeit wieder entlassen. Als Nachfolger wurde Joe Sacco vorgestellt, der die Mannschaft in den folgenden vier Spielzeiten jedoch nur einmal in die Play-offs führen konnte. Nachdem Colorado am Ende der NHL-Saison 2012/13 den letzten Platz der Western Conference belegt hatte, wurde er am 28. April 2013 vom Cheftrainerposten enthoben.
Am 23. Mai 2013 wurde Hockey-Hall-of-Fame-Mitglied Patrick Roy als neuer Cheftrainer der Avalanche vorgestellt. Zusätzlich erhielt er den Posten des Vice President Of Hockey Operations. Roy betreute vor diesem Engagement von 2005 bis 2013 die Québec Remparts aus der Québec Major Junior Hockey League in Funktion des Cheftrainers und General Managers. Patrick Roy war von 1995 bis zu seinem Karriereende als Spieler am Ende der Saison 2002/03 Torwart der Avalanche und gewann mit dem Team 1996 und 2001 den Stanley Cup. Er hält alle relevanten Torhüterrekorde des Franchise und ist einer von fünf Spielern, dessen Rückennummer vom Team dauerhaft gesperrt wurde.
Nach drei Saisons, von denen die Avs die Playoffs zweimal verpassten und einmal in der ersten Runde scheiterten, trat Roy im August 2016 als Cheftrainer zurück. Sein Nachfolger wurde Jared Bednar.

## General Manager
| Name             | Saison          |
| Pierre Lacroix   | 1995/96–2005/06 |
| François Giguère | 2006/07–2008/09 |
| Greg Sherman     | 2009/10–2013/14 |
| Joe Sakic        | 2014/15-2021/22 |
| Chris MacFarland | seit 2022/23    |

Pierre Lacroix, der bereits in Québec in dieser Position tätig war, füllte den Posten des General Managers in den ersten elf Jahren nach dem Umzug aus Québec aus. Er wurde später zum Präsidenten des Teams ernannt und übte beide Positionen gleichzeitig aus. Mit Lacroix war auch sein Nachfolger François Giguère aus Québec mit nach Denver gezogen. Nach einigen Jahren im Management der Avalanche war er aber zu den Dallas Stars gewechselt, um dort als Assistent des General Managers in einem anderen Team weitere Erfahrungen zu sammeln. Im Sommer 2006 konzentrierte sich Lacroix ausschließlich auf seine Aufgaben als Präsident. Er holte Giguère aus Dallas zurück und machte ihn zu seinem Nachfolger.
Nach drei erfolglosen Spielzeiten in Colorado wurde François Giguère am 13. April 2009 wenige Tage nach dem letzten Spiel der regulären Saison der Spielzeit 2008/09 erneut entlassen. Die Colorado Avalanche absolvierte in diesem Jahr ihre schlechteste Saison seit ihrem Umzug aus Québec. Der Verein belegte den letzten Platz der Western Conference und landete ligaweit in der aus 30 Teams bestehenden Liga auf Platz 28. Der Nachfolger von Giguère wurde Greg Sherman, der bereits seit sieben Jahren Assistenz-GM des Franchise gewesen war.
Sherman wurde nach der Saison 2013/14 durch Joe Sakic ersetzt. Sakic, der diverse Franchise-Rekorde hält, wurde bereits 2011 in den Vorstand aufgenommen und traf bereits als geschäftsführender Vizepräsident die Mehrzahl an Personalentscheidungen. In der Folge übernahm Sakic das Amt des General Managers, wobei ihm Sherman fortan als Assistent zur Seite steht.
Im Juli 2022 wurde nach dem Gewinn des Stanley Cup verkündet, dass Joe Sakic den Posten des President of Hockey Operations bei der Colorado Avalanche übernimmt und Chris MacFarland neuer General Manager wird.

## Spieler

### Kader der Saison 2024/25
Stand: Ende der Saison 2024/25
| Nr. | Nat.               | Spieler               | Pos. | Geburtsdatum       | in Org. seit | Geburtsort                              |
| --- | ------------------ | --------------------- | ---- | ------------------ | ------------ | --------------------------------------- |
| 39  | Kanada             | Mackenzie Blackwood   | G    | 9. Dezember 1996   | 2024         | Thunder Bay, Ontario, Kanada            |
| 41  | Kanada             | Scott Wedgewood       | G    | 14. August 1992    | 2024         | Brampton, Ontario, Kanada               |
| 49  | Kanada             | Samuel Girard         | D    | 12. Mai 1998       | 2017         | Roberval, Québec, Kanada                |
| 6   | Vereinigte Staaten | Erik Johnson          | D    | 21. März 1988      | 2025         | Bloomington, Minnesota, USA             |
| 55  | Vereinigte Staaten | Ryan Lindgren         | D    | 11. Februar 1998   | 2025         | Burnsville, Minnesota, USA              |
| 8   | Kanada             | Cale Makar – A        | D    | 30. Oktober 1998   | 2019         | Calgary, Alberta, Kanada                |
| 70  | Vereinigte Staaten | Sam Malinski          | D    | 28. Juli 1998      | 2023         | Lakeville, Minnesota, USA               |
| 42  | Kanada             | Josh Manson           | D    | 7. Oktober 1991    | 2022         | Prince Albert, Saskatchewan, Kanada     |
| 7   | Kanada             | Devon Toews           | D    | 21. Februar 1994   | 2020         | Abbotsford, British Columbia, Kanada    |
| 20  | Vereinigte Staaten | Ross Colton           | C    | 11. September 1996 | 2023         | Robbinsville, New Jersey, USA           |
| 10  | Vereinigte Staaten | Charlie Coyle         | C    | 2. März 1992       | 2025         | Weymouth, Massachusetts, USA            |
| 27  | Kanada             | Jonathan Drouin       | LW   | 27. März 1995      | 2023         | Sainte-Agathe-des-Monts, Québec, Kanada |
| 18  | Vereinigte Staaten | Jack Drury            | C    | 3. Februar 2000    | 2025         | New York City, New York, USA            |
| 17  | Kanada             | Parker Kelly          | LW   | 14. Mai 1999       | 2024         | Camrose, Alberta, Kanada                |
| 94  | Finnland           | Joel Kiviranta        | LW   | 23. März 1996      | 2023         | Vantaa, Finnland                        |
| 92  | Schweden           | Gabriel Landeskog – C | C    | 23. November 1992  | 2011         | Stockholm, Schweden                     |
| 62  | Finnland           | Artturi Lehkonen      | LW   | 4. Juli 1995       | 2022         | Piikkiö, Finnland                       |
| 29  | Kanada             | Nathan MacKinnon – A  | C    | 1. September 1995  | 2013         | Halifax, Nova Scotia, Kanada            |
| 88  | Tschechien         | Martin Nečas          | C    | 15. Januar 1999    | 2025         | Nové Město na Moravě, Tschechien        |
| 11  | Vereinigte Staaten | Brock Nelson          | C    | 15. Oktober 1991   | 2025         | Minneapolis, Minnesota, USA             |
| 13  | Russland           | Waleri Nitschuschkin  | RW   | 4. März 1995       | 2019         | Tscheljabinsk, Russland                 |
| 25  |                    | Logan O’Connor        | RW   | 14. August 1996    | 2018         | Missouri City, Texas, USA               |
| 26  | Vereinigte Staaten | Jimmy Vesey           | LW   | 26. Mai 1993       | 2025         | Boston, Massachusetts, USA              |
| 14  | Vereinigte Staaten | Chris Wagner          | C    | 27. Mai 1991       | 2023         | Wellesley, Massachusetts, USA           |
| 28  | Vereinigte Staaten | Miles Wood            | LW   | 13. September 1995 | 2023         | Buffalo, New York, USA                  |

### Mannschaftskapitäne
| Jahr      | Name              |
| 1995–2009 | Joe Sakic         |
| 2009–2011 | Adam Foote        |
| 2011–2012 | Milan Hejduk      |
| seit 2012 | Gabriel Landeskog |

Seit dem Umzug des Franchises von Québec nach Denver im Jahr 1995 war der Kanadier Joe Sakic ununterbrochen Mannschaftskapitän des Teams, lediglich in der Saison 1997/98 war Sylvain Lefebvre für 18 Spiele Kapitän, da Sakic auf Grund einer Verletzung ausfiel. Sakic bekleidete das Amt bereits seit 1992 in Québec und war der am längsten im Amt befindliche Mannschaftskapitän der gesamten Liga, als er mit seinem Rücktritt vom aktiven Sport im Sommer 2009 auch das Kapitänsamt niederlegte. Sein Nachfolger wurde zu Beginn der Saison 2009/10 der Verteidiger Adam Foote.
Nach zwei Spielzeiten als Kapitän trat Foote als aktiver Spieler zurück. Die Avalanche ging daraufhin ohne festen Mannschaftskapitän in die NHL-Saison 2011/12 und stellte am 14. November 2011 den tschechischen Flügelstürmer Milan Hejduk als neuen Kapitän vor. Hejduk spielt seit 1998 in Colorado und lief bereits ab der Saison 2008/09 als Assistenzkapitän des Teams auf. Nach einer Spielzeit gab Hejduk das Amt des Mannschaftskapitäns auf und das Franchise ernannte am 4. September 2012 den Schweden Gabriel Landeskog zum vierten Kapitän der Team-Geschichte. Landeskog war zum Zeitpunkt der Ernennung mit 19 Jahren und 286 Tagen jüngster Kapitän eines NHL-Franchises aller Zeiten.

### Mitglieder der Hockey Hall of Fame
| Name            | Aufnahmedatum | Position   |
| Bryan Trottier  | 1997          | Co-Trainer |
| Jari Kurri      | 2001          | Spieler    |
| Ray Bourque     | 2004          | Spieler    |
| Patrick Roy     | 2006          | Spieler    |
| Joe Sakic       | 2012          | Spieler    |
| Peter Forsberg  | 2014          | Spieler    |
| Dave Andreychuk | 2017          | Spieler    |
| Paul Kariya     | 2017          | Spieler    |
| Teemu Selänne   | 2017          | Spieler    |
| Jarome Iginla   | 2020          | Spieler    |
| Pierre Turgeon  | 2023          | Spieler    |

Bryan Trottier wurde 1997 in die Hockey Hall of Fame aufgenommen und war 2001 in Colorado Assistenztrainer unter Chefcoach Bob Hartley, als die Avalanche zum zweiten Mal in ihrer Franchisegeschichte den Stanley Cup gewinnen konnte. Als Spieler unter Trottier fungierte in dieser Spielzeit unter anderem Ray Bourque, der im Anschluss an diese Saison seine Karriere beendete und nach der festgelegten Wartezeit von mindestens drei Jahren 2004 in die Ruhmeshalle aufgenommen wurde.
Drei Jahre zuvor trat bereits der Finne Jari Kurri der Ruhmeshalle bei, der 1997/98 seine einzige und gleichzeitig letzte Spielzeit für die Avalanche bestritt. Ebenfalls geehrt wurde auch der Torwart Patrick Roy, der zwei seiner vier Stanley-Cup-Siege mit Colorado feiern konnte und 2006 in die Hall of Fame aufgenommen wurde. Im November 2012 wurde Joe Sakic in die Hall of Fame aufgenommen. Sakic war zwischen 1988 und 2009 in 20 Spielzeiten für das Québec/Colorado-Franchise aktiv, davon 17 als Mannschaftskapitän. 2014 wurde Peter Forsberg in die Hall of Fame aufgenommen. Er gewann im Laufe seiner Karriere zwei Stanley-Cups mit der Colorado Avalanche (1996, 2001), zwei Goldmedaillen bei Olympischen Spielen (1994, 2006) und zwei Weltmeisterschaften (1992, 1998) mit dem schwedischen Nationalteam. Er ist bis heute der erfolgreichste Avalanche-Spieler nach Punkten pro Spiel (1,30).
2017 folgten mit Dave Andreychuk, Paul Kariya und Teemu Selänne drei Spieler, die jeweils nur kurzzeitig in Colorado aktiv waren. Dies gilt ebenso für Jarome Iginla (2020) und Pierre Turgeon (2023).

### Gesperrte Trikotnummern
| Nr. | Name           | Sperrungsdatum             |
| 19  | Joe Sakic      | 1. Oktober 2009            |
| 21  | Peter Forsberg | 8. Oktober 2011            |
| 23  | Milan Hejduk   | 6. Januar 2018             |
| 33  | Patrick Roy    | 28. Oktober 2003           |
| 52  | Adam Foote     | 2. November 2013           |
| 77  | Ray Bourque    | 24. November 2001          |
| 99  | Wayne Gretzky  | 6. Februar 2000 (ligaweit) |

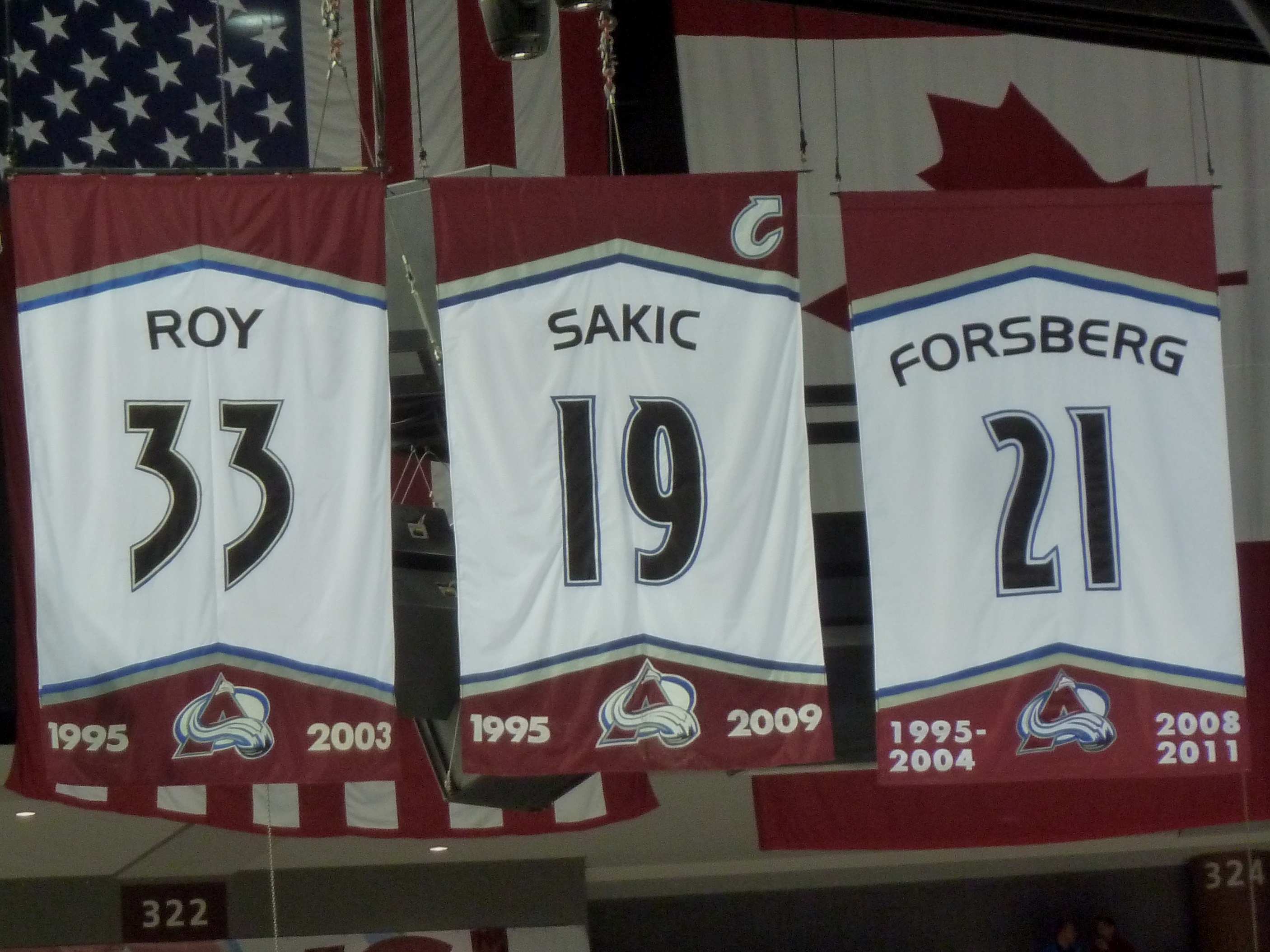
Drei der sechs gesperrten Trikotnummern.

In ihrer Franchise-Geschichte hat die Colorado Avalanche bisher sechs Trikotnummern offiziell gesperrt. Zudem wird eine weitere offiziell nicht mehr vergeben. Mit Ray Bourques Nummer 77 und Patrick Roys Nummer 33 wurden zu Beginn des neuen Jahrtausends zwei Trikots als Banner unter die Hallendecke des Pepsi Center gezogen. Nach dem Rücktritt des langjährigen Kapitäns Joe Sakic folgte am 1. Oktober 2009 mit der Nummer 19 eine weitere. Nach Peter Forsbergs Karriereende wurde sein Trikot mit der Rückennummer 21 gesperrt und am 8. Oktober 2011 als viertes Banner an das Hallendach gehängt. Am 2. November 2013 folgte die Rückennummer 52 von Verteidiger Adam Foote, bevor am 6. Januar 2018 auch Milan Hejduk geehrt wurde.
In der Zeit als das Franchise als Québec Nordiques auftrat, waren die Nummer 3 von J. C. Tremblay, Marc Tardifs Nummer 8, Michel Goulets Nummer 16 sowie Peter Šťastnýs 26 gesperrt worden. Diese wurden aber nach dem Umzug nach Colorado wieder freigegeben. Die Rückennummer 99 ist zu Ehren von Wayne Gretzky generell seit dem 6. Februar 2000 ligaweit gesperrt.

### Erstrunden-Wahlrechte im NHL Entry Draft
| Name              | Jahr | Draft-Position |
| Marc Denis        | 1995 | 25.            |
| Peter Ratchuk     | 1996 | 25.            |
| Kevin Grimes      | 1997 | 26.            |
| Alex Tanguay      | 1998 | 12.            |
| Martin Škoula     | 1998 | 17.            |
| Robyn Regehr      | 1998 | 19.            |
| Scott Parker      | 1998 | 20.            |
| Michail Kuleschow | 1999 | 25.            |
| Václav Nedorost   | 2000 | 14.            |
| Jonas Johansson   | 2002 | 28.            |
| Wojtek Wolski     | 2004 | 21.            |
| Chris Stewart     | 2006 | 18.            |
| Kevin Shattenkirk | 2007 | 14.            |
| Matt Duchene      | 2009 | 3.             |

| Name              | Jahr | Draft-Position |
| Joey Hishon       | 2010 | 17.            |
| Gabriel Landeskog | 2011 | 2.             |
| Duncan Siemens    | 2011 | 11.            |
| Nathan MacKinnon  | 2013 | 1.             |
| Conner Bleackley  | 2014 | 23.            |
| Mikko Rantanen    | 2015 | 10.            |
| Tyson Jost        | 2016 | 10.            |
| Cale Makar        | 2017 | 4.             |
| Martin Kaut       | 2018 | 16.            |
| Bowen Byram       | 2019 | 4.             |
| Alex Newhook      | 2019 | 16.            |
| Justin Barron     | 2020 | 25.            |
| Oskar Olausson    | 2021 | 28.            |
| Calum Ritchie     | 2023 | 27.            |
| Michail Guljajew  | 2023 | 31.            |

Bisher durfte die Colorado Avalanche seit dem NHL Entry Draft 1995 29 Spieler in der ersten Runde des Drafts auswählen. Darunter hatte Colorado sechs Wahlrechte in den Top 10, mit denen das Franchise beim NHL Entry Draft 2009 an dritter Gesamtposition Matt Duchene, beim Entry Draft 2011 Gabriel Landeskog, beim Entry Draft 2013 Nathan MacKinnon, beim Entry Draft 2015 Mikko Rantanen, beim Entry Draft 2016 Tyson Jost sowie beim Entry Draft 2017 Cale Makar auswählte. MacKinnon wurde als Gesamterster ausgewählt und ist somit Colorados höchster Draftpick seit dem Umzug aus Québec.
Bedingt durch Transfergeschäfte hatte die Avalanche bei den Entry Drafts 2001, 2003, 2005, 2008, 2012 und 2022 kein Wahlrecht in der ersten Runde; dafür jedoch im Jahr 1998 vier Stück.

### Top-Punktesammler
Die zehn besten Punktesammler in der Geschichte der Avalanche bis zum Ende der regulären Saison 2024/25 und der Playoffs 2025.
Abkürzungen: Pos = Position, GP = Spiele, G = Tore, A = Vorlagen, Pts = Punkte, P/G = Punkte pro Spiel
| Name              | Pos | Saison                          | GP   | G   | A   | Pts  | P/G  |
| Joe Sakic         | C   | 1995/96–2008/09                 | 870  | 391 | 624 | 1015 | 1,17 |
| Nathan MacKinnon  | C   | seit 2013/14                    | 870  | 367 | 648 | 1015 | 1,17 |
| Milan Hejduk      | RW  | 1998/99–2012/13                 | 1020 | 375 | 430 | 805  | 0,79 |
| Peter Forsberg    | C   | 1995/96–2003/04 2007/08 2010/11 | 544  | 202 | 503 | 705  | 1,30 |
| Mikko Rantanen    | RW  | 2015/16–2024/25                 | 619  | 287 | 394 | 681  | 1,10 |
| Gabriel Landeskog | LW  | seit 2011/12                    | 738  | 248 | 323 | 571  | 0,77 |
| Alex Tanguay      | LW  | 1999/00–2005/06 2013/14–2015/16 | 598  | 167 | 321 | 488  | 0,82 |
| Paul Stastny      | C   | 2006/07–2013/14                 | 538  | 160 | 298 | 458  | 0,85 |
| Matt Duchene      | C   | 2009/10–2017/18                 | 586  | 178 | 250 | 428  | 0,73 |
| Cale Makar        | D   | seit 2019/20                    | 395  | 116 | 312 | 428  | 1,08 |

| Name              | Pos | GP  | G  | A   | Pts | P/G  |
| Joe Sakic         | C   | 160 | 77 | 100 | 177 | 1,11 |
| Peter Forsberg    | C   | 134 | 56 | 97  | 153 | 1,14 |
| Nathan MacKinnon  | C   | 95  | 55 | 70  | 125 | 1,32 |
| Mikko Rantanen    | RW  | 81  | 34 | 67  | 101 | 1,25 |
| Cale Makar        | D   | 79  | 22 | 63  | 85  | 1,08 |
| Milan Hejduk      | RW  | 112 | 34 | 42  | 76  | 0,68 |
| Gabriel Landeskog | LW  | 74  | 28 | 43  | 71  | 0,96 |
| Sandis Ozoliņš    | D   | 82  | 18 | 47  | 65  | 0,79 |
| Waleri Kamenski   | LW  | 56  | 24 | 34  | 58  | 1,04 |
| Claude Lemieux    | RW  | 62  | 24 | 31  | 55  | 0,89 |

### Bekannte ehemalige Spieler
(Franchisezugehörigkeit und Position in Klammern)
| - Joe Sakic (1988–2009, C) Der von Medien und Fans als „Super Joe“ bezeichnete Spieler beendete nach 20 Saisons für das Québec/Colorado-Franchise seine Karriere in Denver. Die Rückennummer 19 des Kanadiers, der in 17 Spielzeiten als Kapitän auflief, wurde am 1. Oktober 2009 gesperrt. Zudem hält er alle relevanten Scoring-Rekorde des Franchise. - Peter Forsberg (1994–2004, 2008 & 2011, C, LW) Der Schwede bildete zusammen mit Sakic ein effektives Duo und übertrumpfte den Kanadier in der Kategorie Punkte pro Spiel für das Franchise. Zahlreiche Verletzungen limitierten allerdings die Einsätze des dynamischen Stürmers auf 678 Spiele, in denen er 858 Punkte erzielte. - Patrick Roy (1995–2003, G) Der Torwart kam 1995 aus Montréal zum Team und gewann im ersten Jahr den Stanley Cup. Dieser Erfolg gelang 2001 ein zweites Mal. Seine Rückennummer 33 ist seit seinem Karriereende 2003 gesperrt. - Ray Bourque (2000–2001, D) Nachdem es dem Verteidiger in 21 Jahren für die Boston Bruins verwehrt blieb, den Stanley Cup zu gewinnen, entschied er sich im Spätherbst seiner Karriere zu einem Wechsel nach Colorado, wo es in seinem zweiten Jahr auch zum Erfolg kommen sollte. Danach beendete er seine Karriere und sah seine Nummer 77 vom Verein gesperrt werden. | - Claude Lemieux (1995–1999, RW) Der Flügelstürmer hatte durch seine körperlich betonte Art zu spielen maßgeblichen Anteil an der Rivalität mit den Detroit Red Wings Ende der 90er Jahre. Seine starken Leistungen in den Playoffs wurden 1996 mit dem Gewinn des Stanley Cups belohnt. - Uwe Krupp (1994–1998, D) 1996 gewann er nicht nur den Stanley Cup, er erzielte auch das entscheidende Tor in der Verlängerung gegen die Florida Panthers. Krupp war der erste deutsche Spieler, der den Stanley Cup gewann. - Waleri Kamenski (1991–1999, LW) Der Stürmer hatte durch starke Leistungen großen Anteil am Stanley-Cup-Erfolg 1996. 1999 ging der Russe nach New York zu den Rangers, seine Leistungen aus der Meister-Saison wiederholte er nie. - Alex Tanguay (1999–2006, LW) In Colorado entwickelte sich der Flügelspieler zu einem Spitzenspieler. Der Ernennung zum Assistenzkapitän folgte der Stanley-Cup-Gewinn 2001. Nach sechs Spielzeiten wechselte Tanguay nach Calgary, wo er seine Leistungen nicht mehr abrufen konnte. | - Rob Blake (2001–2006, D) Der Verteidiger wechselte 2001 kurz vor Transferschluss zur Avalanche und gewann mit seinem neuen Team im selben Jahr den Stanley Cup. Während seiner Zeit in Denver zeigte er stets konstant starke Leistungen und wurde zum Assistenzkapitän ernannt. - Adam Deadmarsh (1995–2001, RW) Adam Deadmarsh hatte mit 17 Punkten in 22 Playoff-Spielen maßgeblichen Anteil am Stanley-Cup Erfolg der Avalanche 1996 und gehörte auch sonst zu den zuverlässigsten Scorern der Franchise. 2001 ging er im Tausch gegen Rob Blake nach Los Angeles. Seit 2009 ist er als Assistenztrainer in Colorado tätig. - Adam Foote (1991–2004, 2008–2011, D) Der defensive Verteidiger hatte bei Colorados Stanley-Cup-Erfolgen 1996 und 2001 durch sein körperlich betontes Spiel maßgeblichen Anteil. Nach der Einführung der Gehaltsobergrenze im Anschluss an die ausgefallene Saison 2004/05 musste Foote den Klub verlassen. Spät in der Saison 2007/08 kehrte er zur Avalanche zurück und war nach Joe Sakics Karriereende von 2009 bis 2011 Mannschaftskapitän. |